# 西班牙王位繼承戰爭
西班牙王位繼承戰爭（西班牙語：Guerra de sucesión española）是法國為首的波旁同盟與哈布斯堡君主國為首的大同盟之間的戰爭，一般被認為是路易十四治下的最後一場大型戰爭。1701年，法蘭西王國與哈布斯堡君主國因西班牙王位繼承問題爆發戰爭，而英國與荷蘭亦陸續對法宣戰，雙方交鋒十多年後，以路易十四之孫安茹的菲利普繼承西班牙王位、西班牙帝國被瓜分結束。
法國軍隊在戰爭初期四處出擊，攻下部分低地、莱茵兰和北義大利，並以協作攻勢威嚇哈布斯堡王朝的帝都維也納。然而大同盟在1704年、1706年贏下幾場重要會戰，法軍丟失戰爭初期奪取的領土，並收縮至本土防禦。1708年至1712年，大同盟軍隊多次在低地與法國北部展開征法作戰，但都未能打破法軍的最後防線，最終，法軍於1712年在德南戰役將大同盟軍擊敗，法軍由守勢轉為攻勢，在次年入侵莱茵兰。1714年，法國與哈布斯堡簽訂條約，西班牙王位繼承戰爭結束。
西班牙王位繼承戰爭後，法國支持菲利普五世被確立為西班牙國王，但放棄法國王位繼承權；西班牙帝國將意大利和西屬尼德蘭割讓予奧地利和薩伏伊；荷蘭得以在奧屬尼德蘭建立防線抵禦法國，但丟失其經濟與軍事強權；英國得到直布羅陀和梅諾卡島，並成為大西洋的海上強權；法國得以讓法國王子成為另一強權的君主，但其歐洲第一強權的地位搖搖欲墜。

## 背景
1665年，卡洛斯二世繼承為西班牙國王，但因他常年体弱多病且無子女，西班牙王位继承问题在他生前便是各国讨论的议题，其中法王路易十四和神聖羅馬帝國皇帝利奥波德一世兩人被視為潜在的继承人。1670年，英國曾在多佛密约中支持路易十四，但在奥格斯堡同盟中同意支持利奥波德一世。
1698年，法国、英国和荷兰共和国签订海牙条约，规定由卡洛斯二世外甥女玛丽亚·安东尼亚的儿子约瑟夫·斐迪南（Joseph Ferdinand）继承王位，並将西班牙部分领土给予法国和奥地利，但該條約被卡洛斯二世否決。1698年11月14日，卡洛斯立遗嘱将西班牙全部领土由约瑟夫继承，然而後者於1699年2月死于天花。
1685年玛丽亚将王位继承权传给利奥波德一世的儿子約瑟夫一世和查理六世，尽管该传递继承权的行为不完全符合法理，路易十四和威廉三世仍然据此签订了1700年伦敦条约，并规定由法国、萨伏依公国和奥地利分别得到西班牙的部分土地。但由于利奥波德一世和卡洛斯二世都未同意该条约，该条约的实质影响很小。
1700年10月，卡洛斯二世身体状况明显恶化，他最终立定遗嘱由路易十四的孙子费利佩五世继承王位。如果他拒绝，王位将依次传给他弟弟查理公爵或查理六世。路易十四起初打算放弃该继承权，以和平的方式得到部分西班牙领土。但受他儿子法兰西的路易和法国幕僚的影响，路易十四最终在1700年11月16日代表他孙子接受了王位。
虽然当时西班牙帝國已經不再主導歐洲局勢，但仍然是個龐大的全球帝國，並關係到法蘭西王國和大同盟的權力平衡。歐洲各國懼怕费利佩五世继位後西班牙帝國將與法国合并，打破欧洲力量平衡。於是他們支持查理六世继承王位，并组建了龐大的同盟對法宣戰，希望奪回西班牙的王位。

## 互立陣營
這場戰爭敵對雙方各自與友好國家結成同盟，形成兩派陣營。法國與西班牙的聯盟僅有巴伐利亞及薩伏依作為支援；而神聖羅馬帝國（時為奧地利哈布斯堡王室控制）則與英國、荷蘭、勃蘭登堡、漢諾威以及數个德意志諸侯國及大部份義大利城邦組成新的「反法大同盟」（1703年薩伏依、葡萄牙倒戈加入反法同盟）。

## 戰爭前奏

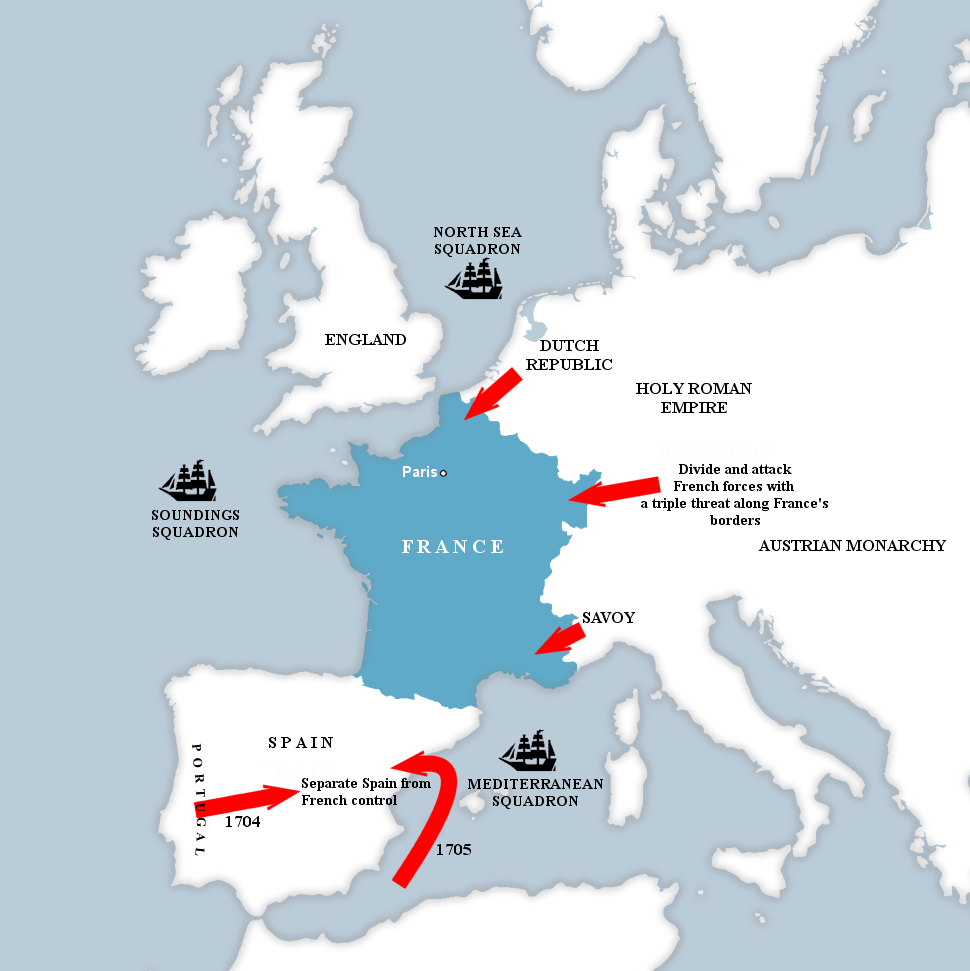
法國的地理位置使得大同盟可以從任何方向進攻。

在通過外交實現大部分的目標後，路易十四採取了一系列激起戰爭的行動。英國議會中的托利党大多反對西班牙分治，主要反對法蘭西王國得到西西里島，該島為利潤豐厚的黎凡特貿易中的重要駐點。然而，一位外國外交官觀察到英國加入戰爭是可避免的，「只要英國的商業不受影響」。路易十四要麼沒有意識到這一點，或者決定忽略它，他最終導致了英國對法宣戰。
1701年初，路易向巴黎議會登記了菲利普對法國王位的繼承權，提出了與西班牙合併的可能性。2月，西班牙控制的意大利北部邦國米蘭和曼圖亞公國宣布支持菲利普並接受法國的部隊。再加上法國在施瓦本和法蘭克尼亞與各德意志邦國建立聯盟的嘗試，使得帝國皇帝受到嚴重的威嚇。
在巴伐利亞選帝侯馬克西米利安·埃曼努爾的幫助下，西屬尼德蘭的「屏障堡壘」中的荷蘭守軍被替換為法軍，不僅使法軍控制了雷斯威克，還威脅到1648年簽訂的明斯特和約所保障的斯海尔德河。而有了對安特衛普和奧斯坦德的控制權，法國能夠隨意封鎖英吉利海峽和威脅英國貿易。使得英國決定加入對法戰爭，1701年5月，議會敦促威廉國王加入反法同盟。
1701年5月15日，大同盟對法國宣戰，隨後神聖羅馬帝國於9月30日的帝國議會對法國宣戰。

## 1701至1708年的軍事行動

### 義大利戰場

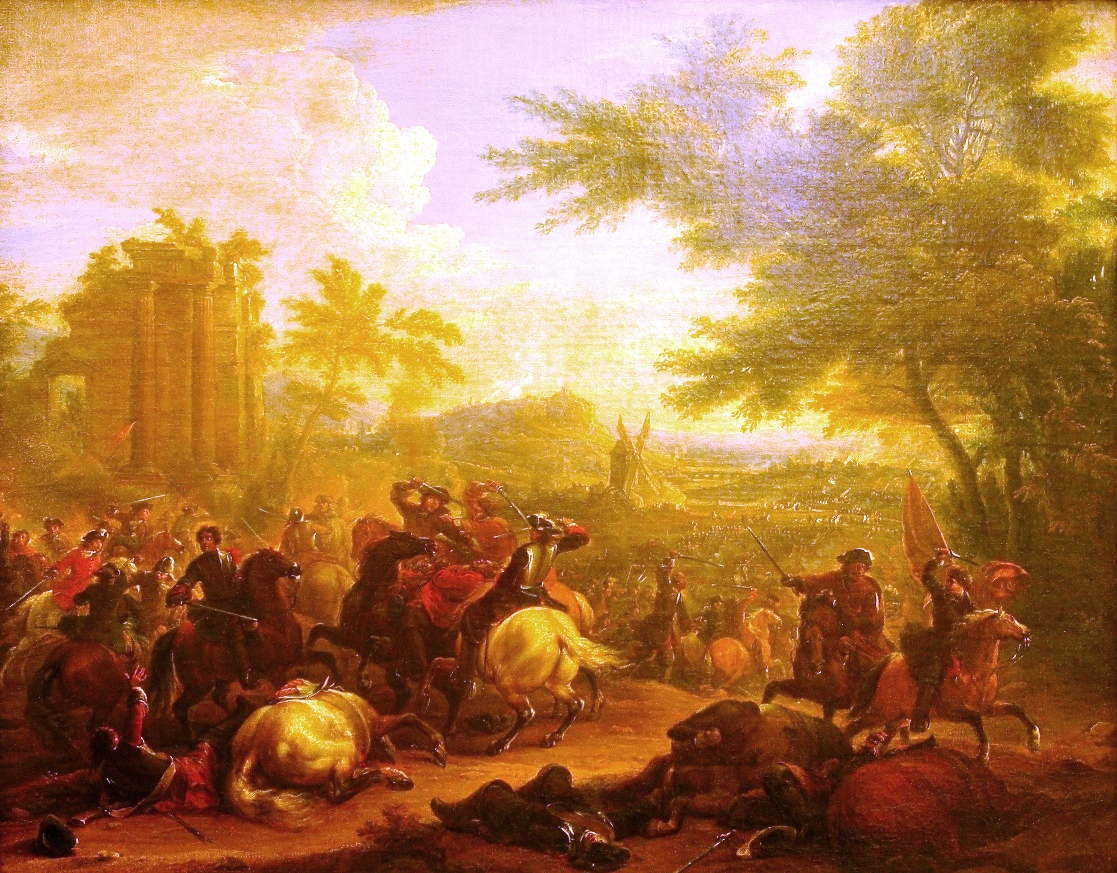
1705年的卡薩諾戰役，法軍指揮官旺多姆公爵成功戰勝了歐根親王，瓦解了聯軍威脅米蘭的攻勢。

意大利的戰事主要涉及到由西班牙統治的米蘭和曼圖亞公國，這兩個地區至關奧地利南部邊境的安全。1701年，法軍進入了這兩座城市，薩沃伊公爵维托里奥·阿梅迪奥二世與法國結盟，他是菲利普五世的岳父。1701年5月，欧根亲王率領的一支帝國軍隊進入到意大利北部與法軍展開交戰。到1702年2月，幾場交戰成功的將法軍逼至了阿达河以後。
法國在失利後將旺多姆公爵調派至義大利戰場，他是法國最優秀的將領之一，在獲得指揮權後迅速組織反擊。他在盧扎拉戰役與欧根亲王戰平，並在交戰後收復了前一年損失的大部分領土。 
1703年10月，薩沃伊公爵维托里奥·阿梅迪奥二世向法國宣戰，但到了1706年5月，法軍已經控制了除了都靈以外的萨伏依公国領土，而法軍在卡薩諾和卡爾奇納托戰役的勝利更將聯軍逼進特倫蒂諾山谷。
但到了1706年7月，因為在拉米伊戰役的慘敗，旺多姆公爵和所有精銳部隊都被調往法國北部邊境增援。而趁法軍精銳離開，欧根亲王於該年九月成功救援了被圍困在都靈的聯軍，儘管法國在卡斯蒂廖內戰役取得了勝利，但法軍在意大利地區的戰事已經無法挽回。約瑟夫一世於1707年3月的米蘭會議上，允許在義大利地區的法軍自由通行到法國南部，而這極大的使他的盟友感到憤怒。
出於帝國軍隊將目標轉移至奪取那不勒斯王國，原計劃於4月對法國在土倫的海軍基地發動的聯合攻勢被推遲。當聯軍在八月圍攻土倫時，因為法軍的守軍加強而被迫撤退。到了1707年底，除了维托里奥·阿梅迪奥二世試圖收復尼斯和薩沃伊部分領土的嘗試以外，意大利地區的戰事停止。

### 低地和萊茵河戰場

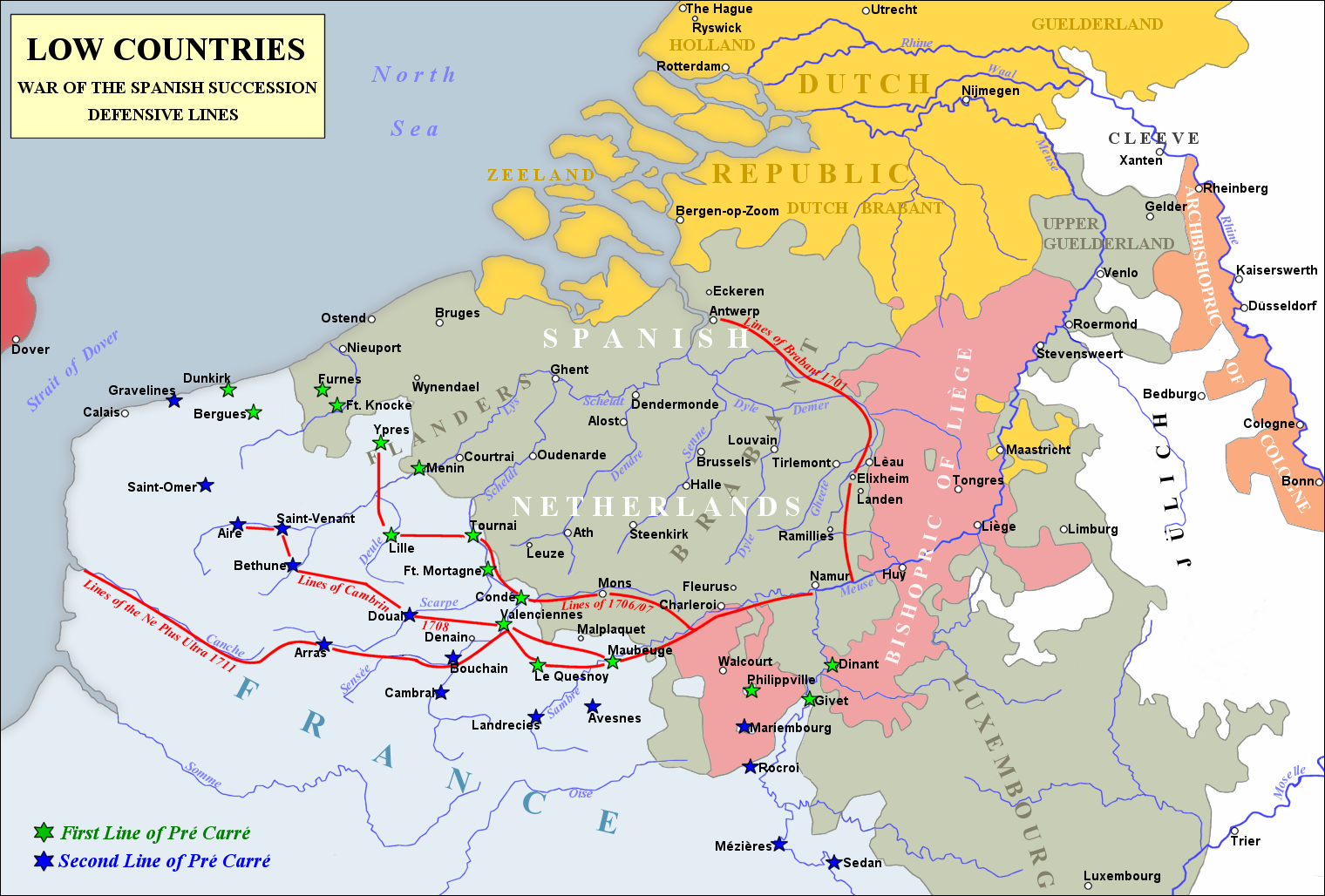
沃邦元帥在法國北部所建立的龐大防線。

大同盟在低地地區的首要目標，為保護荷蘭邊境免受法國和部分德意志邦國的威脅。在 1702年期間，「屏障堡壘」與凯撒斯韦特、芬洛、鲁尔蒙德和列日一同被大同盟重新佔據。1703年的戰局則因聯軍在戰略上的衝突而失敗；他們未能佔領安特衛普，且荷軍在該年6月在埃克倫戰役險些被殲滅，最終導致了聯軍激烈的相互指責。
在上萊茵地區，巴登的路德维希·威廉率領的帝國軍隊仍然處於守勢，儘管帝國軍隊在1702年佔領蘭道。但1702年冬季和整個1703年，法軍在弗里德林根、赫希施塔特和斯派爾巴赫戰役連戰連捷，還佔領了凱爾、布赖萨赫和蘭道等數個重鎮，兵鋒直指維也納。
1704年，法國巴伐利亞聯軍持續推進，大同盟潰不成軍。為了減輕壓力，馬爾博羅公爵率領部隊沿著萊茵河前進，並與欧根亲王和路德维希·威廉聯手，於7月2日渡過了多瑙河。8月13日，聯軍在布倫海姆戰勝了法巴聯軍，迫使了巴伐利亞退出戰爭，並在伊爾伯斯海姆條約中將巴伐利亞置於奧地利統治之下。
1705年，聯軍因協調不力、戰術糾紛和爭奪指揮權無法更進一步，而約瑟夫一世在巴伐利亞的鐵血統治引起了短暫的農民起義。1706年5月，一支由馬爾博羅領導的聯軍在拉米伊戰役中擊潰法軍，西屬尼德蘭在不到兩週的時間內落入了大同盟的控制。法軍在餘下的戰爭中轉入守勢，直至1710年。儘管失去了如里爾等重鎮，法軍還是倚靠了沃邦防線和防守成功阻止聯軍突破法國邊界攻入法國。到了1710年，法國的邊界總體情況與1706年相比並無太大變化。

### 西班牙和葡萄牙戰場

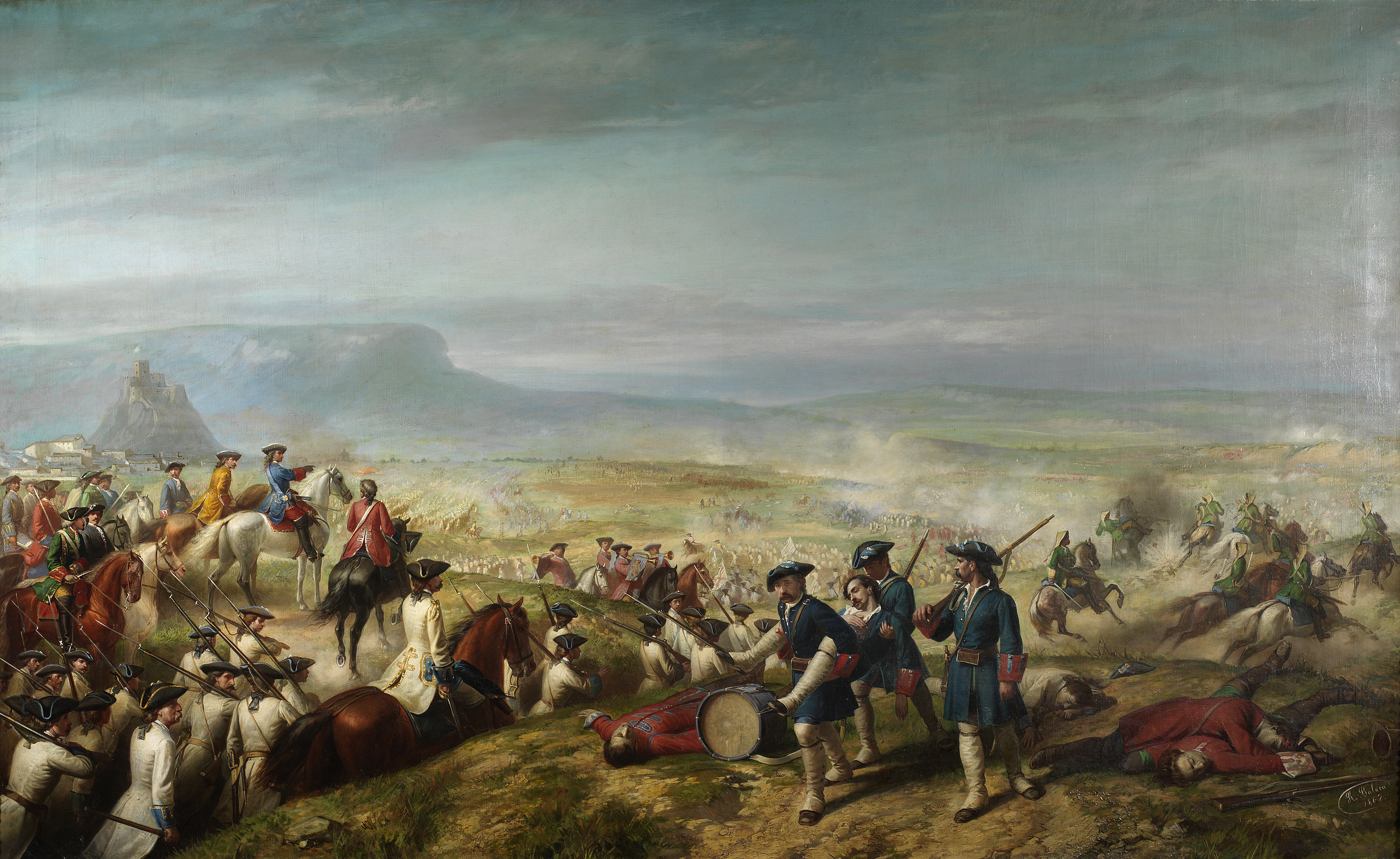
法國元帥貝里克公爵率領的法西聯軍在阿爾曼薩戰役大勝聯軍，成功控制了東西班牙。

英國介入戰爭以為了保護英國在地中海的利益，而透過讓查理大公登上西班牙王位，他們希望能夠獲得在西班牙帝國內的商業特權。戰爭開啟後，哈布斯堡王朝將意大利北部和鎮壓匈牙利起義視為首要目標，而1704年之後，荷蘭軍隊則專注於法蘭德斯地區的戰事。最終導致伊比利亚半岛地區與法軍的交戰急需英國海軍和陸軍的支持。戰役失利和疾病造成的大量傷亡使英國資源大量流失，但並沒有獲得明顯的好處。
西班牙本土是卡斯蒂利亚王国和阿拉贡王国的聯合體，另再分為加泰隆尼亞公國、阿拉贡王国、瓦倫西亞王國、馬略卡王國、西西里王國、那不勒斯王國和薩丁尼亞王國。1701年戰爭爆發後，馬略卡王國、西西里王國、那不勒斯王國和薩丁尼亞王國選擇支持费利佩五世，而其他地區因反卡斯蒂利亞和反法國，選擇支持查理大公，其中最重要的為加泰羅尼亞。1702年10月，聯軍在維戈灣的勝利促使了葡萄牙國王佩德羅二世選擇支持大同盟，讓聯軍成功在葡萄牙建立了一個作戰基地。
戰爭前期波旁王朝的菲利普牢牢控制住了西班牙，且法西聯軍在加的斯戰役和羅卡角海戰等戰不斷阻止聯軍的進攻。查理大公於1704年3月登陸里斯本，開始了一場軍事行動，英荷佔領直布羅陀嚴重打擊了波旁王朝的威望。而法西聯軍嘗試奪回直布羅陀的進攻在該年8月失敗，於1705年4月放棄了圍攻。 1705年，大同盟與加泰隆尼亞公國簽訂了“熱那亞條約”，在西班牙東北地區開闢了第二條戰線；而失去了巴塞羅那和瓦倫西亞意味著土倫成為波旁王朝海軍在西地中海的唯一據點。菲利普試圖在1706年5月奪回巴塞羅那，但最終失敗，而他的離去使得聯軍進入馬德里和薩拉戈薩。
但缺乏民眾支持和後勤問題意味著聯軍無法控制遠離海岸線的領土，到了11月，菲利普成功控制了卡斯蒂利亞、穆尔西亚和瓦倫西亞的大部分地區。聯軍嘗試奪回半島主動權的嘗試，因在1707年4月的阿爾曼薩戰役慘敗導致許多城市被攻下而失敗，而該年8月又於土倫戰役慘敗。但因海軍的優勢，最終英國成功控制了西地中海和直布罗陀，許多史學家認為此為英國的主要戰爭目標。

### 海外和相關戰事

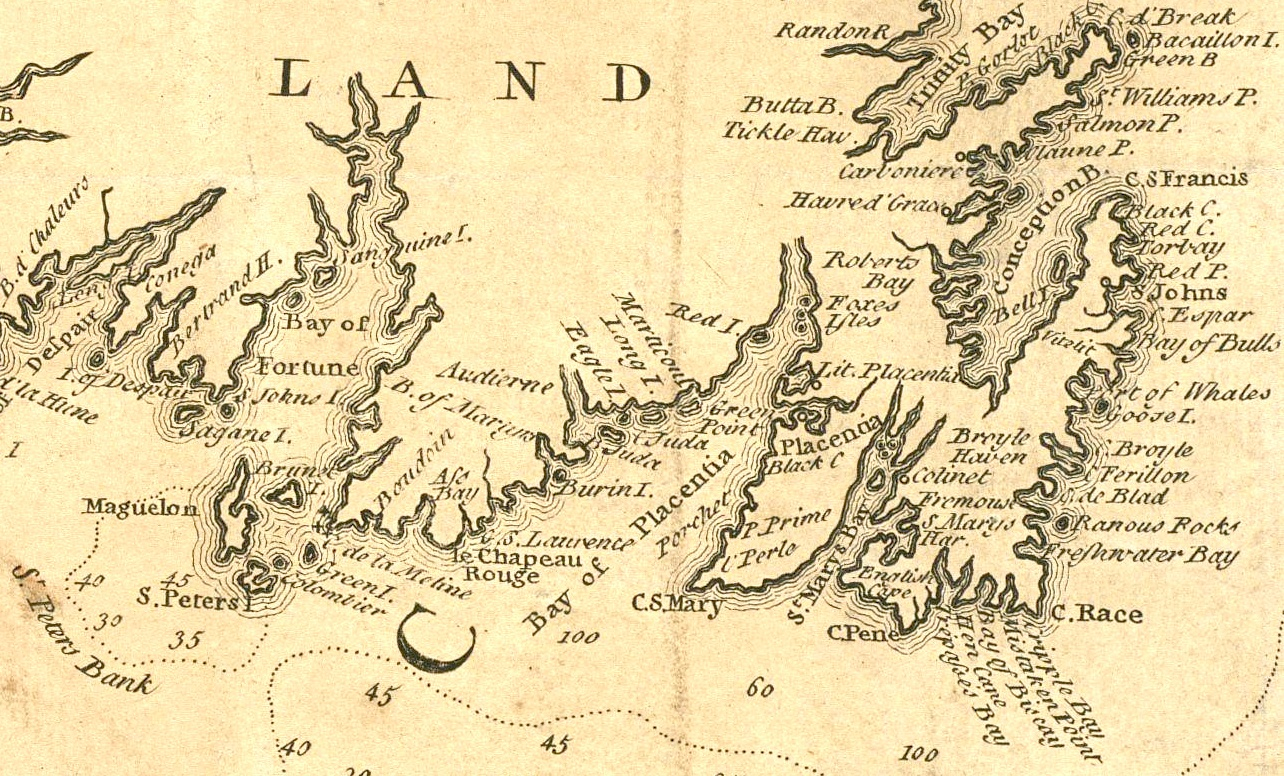
1709年在北美紐芬蘭的聖約翰戰役，法軍指揮官迅速擊潰英國守軍，俘虜了三倍於己的守軍。

因戰爭與貿易的密切關聯，使得衝突迅速延伸至歐洲之外，其中又以北美戰場和糖產重地西印度群島為主（當時糖與毛皮貿易為利潤豐厚的商品）。此外在南美、印度和亞洲也出現了輕微的貿易衝突；戰爭下的財政壓力嚴重影響了荷蘭東印度公司，因為它極大地消耗了稀缺的海軍資源。
在歐洲的相關衝突則為由法國資助的匈牙利獨立戰爭，引起了哈布斯堡王朝的大量關注。而在法國東南部，英國資助了法國新教徒卡米撒派1704年至1710年嚴重的叛亂行動；聯軍1707年在意大利北部和法國南部發起的戰役的其中一個目標為支持並擴大這場起義，但最終因土倫圍城戰重挫，導致計畫破產。

## 1709至1714年的外交和軍事行動

### 嘗試和談
到了1708年底，法軍已從意大利北部撤出，大同盟控制了西屬尼德蘭，成功確保了荷蘭共和國的邊界；在西地中海，英國皇家海軍取得了該區域的海上霸權，並得到了直布羅陀和梅諾卡島作為軍事基地。但正如聯軍總司令馬爾伯羅公爵所指出的，法國的邊境防線基本上完好無損，而他們的軍隊也沒有被擊敗的跡象，且在西班牙，费利佩五世成功贏得西班牙人民的心，他們願意與他並肩作戰。大同盟在1701年制定的許多目標已經實現，但1708年戰局的成功使他們過於自信。
此時因連年的戰事和局勢的不利，法王路易十四決定和談，法國外交官將外交突破口放在荷蘭人，他們認為荷蘭比起其他大同盟成員更可能接受和談，因為此時法軍已經無法對荷蘭造成任何直接的軍事威脅，且荷蘭與英國在西屬尼德蘭歸屬問題上有重大分歧。和談於1708年底破裂，因為荷蘭不願在沒有英國支持下進行談判，而聯軍也無法就條款達成一致。1709年的1月，猛烈的大霜降在法國和西班牙造成大規模的飢荒，迫使路易十四與大同盟重啟談判，1709年5月大同盟向他提交了“海牙預備條約”。其中提到费利佩五世須在兩個月內將西班牙王位讓給查理大公，而如果他不遵守，法國必須用派軍將他趕走。
許多聯軍政治家，包括馬爾伯勒，認為這些嚴苛的條款嚴重低估了法國繼續戰爭的能力，並天真的認為費利佩五世會應要求退位。他們還逼迫西班牙人接受他們並不喜歡的查理大公擔任國王，更重要的是，聯軍無法控制除了加泰罗尼亚以外的西班牙領土。儘管路易願意放棄法國和西班牙合併，但對他的孫子開戰是絕不可接受的，聯軍的條約如此的嚴苛，以至於法國決定繼續戰鬥。

### 法西聯軍反擊

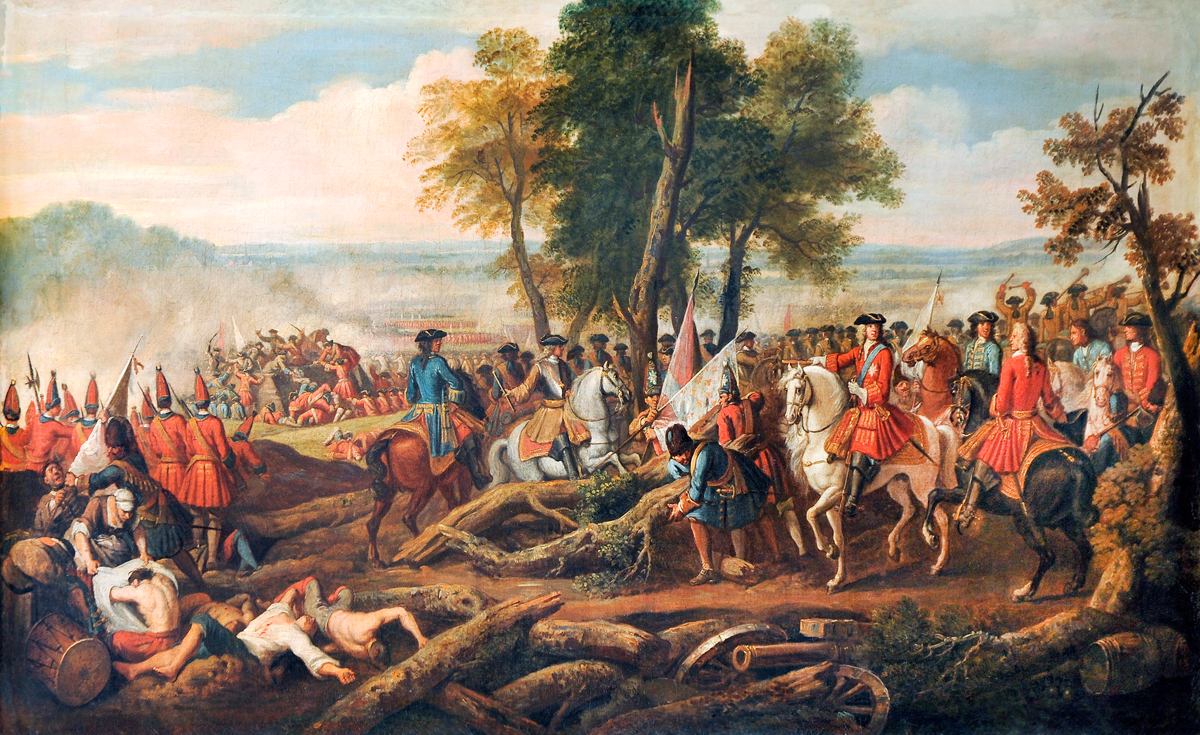
維拉爾公爵率領的法軍雖在馬爾普拉凱戰役失利，但成功以劣勢兵力重創敵軍，扭轉了法國對戰爭的信心

因爲政府破產和1709年的缺糧與欠餉，導致圖爾奈、阿拉斯、聖奧梅爾、瓦朗謝訥及康布雷等地發生兵變。為了避免情勢進一步惡化，路易十四下令維拉爾公爵要不計一切代價避免與聯軍交戰。維拉爾公爵是一位將進攻視為首要戰術的將軍，但此時惡劣的局勢使他改在斯卡爾普河沿岸的聖韋南及杜埃間建立一系列防線。
由於確信法國正處崩潰邊緣，大同盟希望藉由突破法軍東北部的「方草甸（法語：Pré carré）」要塞群防線，以尋求繼續施加法國的談判地位。因馬爾博羅公爵認為維拉爾公爵駐守的陣地過於堅固，難以正面強攻，於是聯軍選擇將圖爾奈作為進攻目標。
在圖爾奈被攻破後，馬爾博羅公爵立刻選擇進攻蒙斯。路易十四隨後向維拉爾公爵下令「不計一切代價」要保衛蒙斯以拯救危在旦夕的法國。聯軍於9月7日抵達馬爾普拉凱後開始對峙。9月11日開戰後，法軍在人數劣勢的情況下使得聯軍承受兩倍於己的傷亡，雖然最終敗退但成功重創敵軍，讓法國重拾戰爭信心。
在西班牙地區，被法西聯軍圍困了長達5個月的阿利坎特城陷落。5月7日，英葡聯軍在拉古迪尼亞戰役中慘敗，使得聯軍透過葡萄牙入侵的威脅被消滅。因為法西聯軍的反攻，透過軍事手段獲得和平的機會似乎已經失去。

### 波旁王朝確立對西班牙的統治

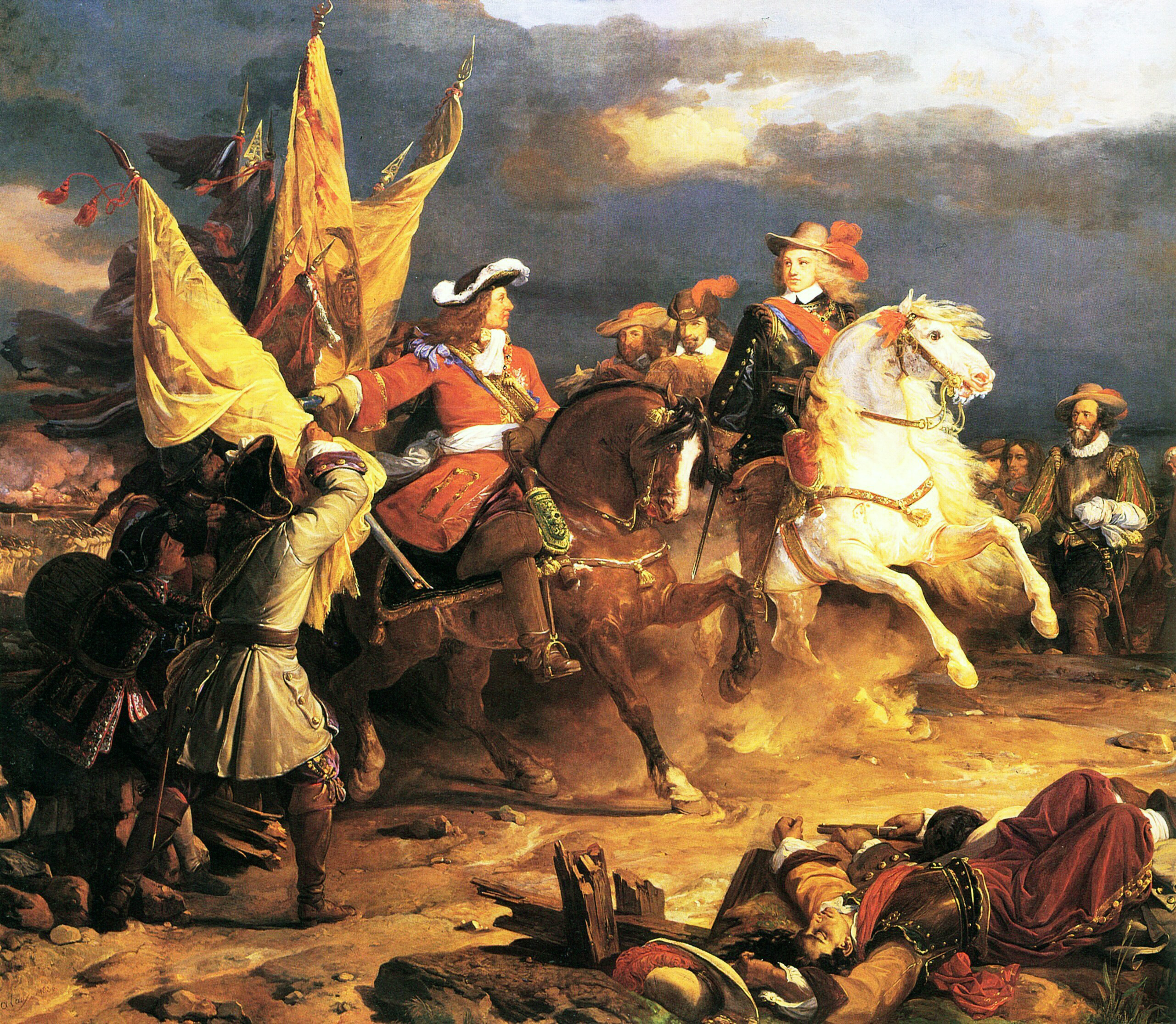
旺多姆公爵率領的法西聯軍在比利亞維西奧薩戰役取得了決定性的勝利，徹底掌控了西班牙。

1710年3月至7月在荷蘭海特勒伊登貝赫的談判過程中，法國特使試圖修改“海牙預備條約”的苛刻條款，而這違背约瑟夫一世的目標。而荷蘭人則建議费利佩五世可以保留西西里王國和獲得薩丁島，以交換他的西班牙王位。但大同盟因設想費利佩絕對不會同意該計劃，於是再次逼迫路易十四動用兵力迫使費利佩五世放棄西班牙王位。儘管路易十四已經從西班牙召回了大部分法軍，並希望與聯軍簽署和平協議，但這個提議立刻被法國拒絕，國王說他永遠不會廢黜他的孫子以幫助他的敵人。
該年7月和8月，费利佩五世的軍隊在阿爾梅納爾和薩拉戈薩戰役中慘敗，大同盟再次控制了馬德里。費利佩五世的統治看起來岌岌可危，但西班牙人民對他們的國王的強烈愛戴，使得查理大公在10月底選擇撤出馬德里。而因在海特勒伊登貝赫的談判破裂，路易十四決心支持他的孫子，派遣旺多姆公爵領導西班牙軍隊和剛抵達的法軍，而诺瓦耶公爵則從鲁西永襲擊加泰罗尼亚。12月3日，法西聯軍在雷鳴般的歡呼中進入马德里。大同盟聯軍則因挫折和冬天的到來撤往巴塞罗那，但卻犯了分兵的錯誤，使得5千名英軍在布里韋加戰役被法軍殲滅，而前來救援的聯軍部隊又在比利亞維西奧薩戰役被旺多姆公爵擊潰，费利佩五世繼續朝萨拉戈萨進軍。1711年1月4日，該城不戰而降。同時诺瓦耶公爵駐扎在佩皮尼昂的部隊正要進攻加泰隆尼亞。大同盟對西班牙的控制徹底崩解。

### 走向烏得勒支和約

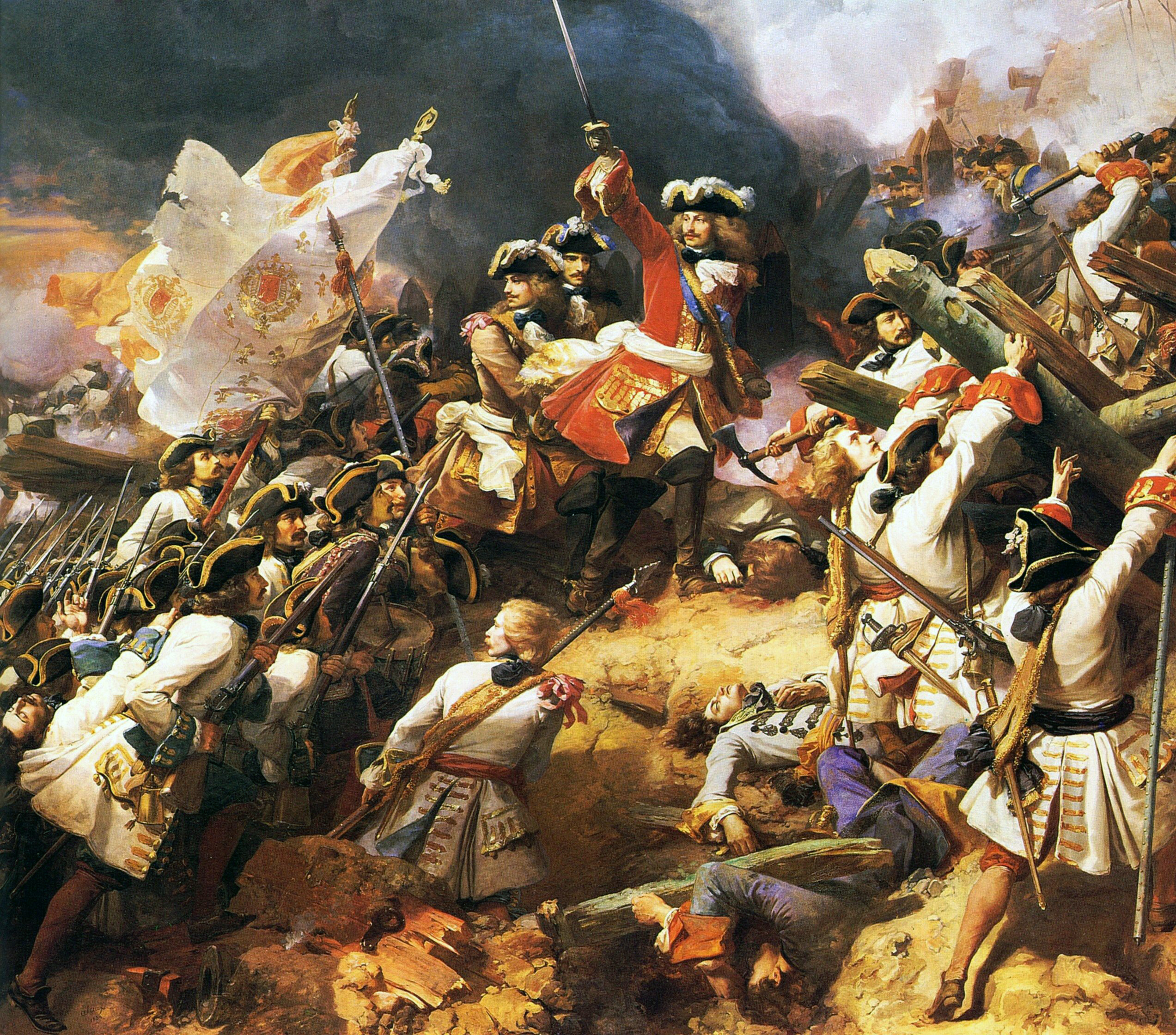
德南戰役後，維拉爾公爵的部隊接連攻下數個軍事重鎮，確保法國北部邊境的安全。

當約瑟夫一世皇帝於1711年4月去世時，查理大公被選為帝國皇帝；如此看來讓哈布斯堡王朝獲得王位似乎也令人反感，戰爭進行至今的目標已經無法達成，因為西班牙與奧地利的聯盟依然會造成周圍地區的恐慌。英法兩國於1711年10月8日在倫敦簽署初步和平條款。其中包括法國接受《和解法案》並保證法國和西班牙王室永不合併；法國承諾確保西班牙割讓直布羅陀和梅諾卡島，同時給予英國將奴隸進口至美洲殖民地的奴隶专营权。儘管荷蘭對被排除在談判之外感到不滿，但由於戰爭的巨額費用，荷蘭的經濟已經瀕臨破產，少了英國的支持他們無法繼續進行戰爭。查理大公起初拒絕了和談的想法。但當荷蘭決定支持後，他不情願地同意了，但哈布斯堡對該條約的反對仍在持續。
當會議開啟後的數週，數件事危及到了英法之間的和平基礎。首先，法國提出將西屬尼德蘭的統治權給予巴伐利亞選帝侯馬克西米利安·埃曼努爾，並要求在該地興建最低限度的防線，這意味著荷蘭很可能在如此鉅額的金錢和人力投資下，沒有獲得任何好處。其次，王室家族的大量死亡使得讓路易十四兩歲的曾孫，未來的路易十五成為繼承人，而费利佩五世成為了第二順位繼承人，因此他必須立即放棄繼承權。
荷蘭和奧地利傾向於繼續戰鬥，欧根亲王決心征服法國北部剩餘的堡壘以迫使路易十四作出進一步的讓步。1712年7月4日，欧根亲王征服勒凯努瓦並攻下朗德勒西，且因他控制了絕大部分的帝國軍隊和荷蘭部隊，和拉科齊起義結束後來自匈牙利的增援，使他對法軍擁有了人數優勢。但於7月24日，維拉爾公爵利用巧妙的機動戰術成功在德南戰役擊敗其部隊，接著在短暫的圍攻後佔領了杜埃（7月31日）和勒凱努瓦（10月8日）。僅勒凱努瓦一處就使聯軍損失3,000人。最終於10月19日佔領重要要塞布尚，有效地恢復了法國在開戰後損失的領土。歐根擊破法國防線的計畫徹底破產。
1712年8月19日，英國和薩伏依與法國和西班牙同意全面停戰。英軍開始從加泰羅尼亞撤軍並減少在葡萄牙的駐軍。葡萄牙也於11月8日與法國和西班牙停戰，在西班牙的神聖羅馬帝國軍隊失去了所有的支持。
因為法國堅持要他保證不獲取曼圖亞或米兰多拉，查理六世退出了和談。最終除了神圣罗马帝国以外，所有參戰國都簽署了1713年4月11日的烏得勒支和約。西班牙於6月與荷蘭共和國和談，然後於1713年7月13日與萨伏依公国和英國和談。

### 法軍進攻萊茵地區
1713年，法國和神聖羅馬帝國雙方均在軍事上筋疲力竭，但法國仍能組成一支龐大的部隊（含300個戰隊及240個營）。法軍將總指揮權交給了戰爭中無往不利的维拉尔元帥。
欧根亲王將大部隊從西屬尼德蘭移至上萊茵地區，以利與其他德意志邦國的部隊會合。此時因其他國家的財政援助已經終止，且撤往上萊茵地區的部隊在去年與法軍的交戰損失慘重，使得歐根親王的可用之兵只有法國的三分之一。
法軍於6月渡過萊茵河，佔領數個地區後攻佔了蘭道和凱撒勞頓。維拉爾公爵突破了歐根親王在布里斯高設置的數條防線，於9月20日推進至弗莱堡，並展開圍城。弗莱堡全城於11月17日投降。歐根親王不敢與法軍大部隊交戰，使帝國軍隊無法幫助被圍的城市。
1714年3月7日，法國代表維拉爾公爵和哈布斯堡王朝代表欧根亲王簽訂拉什塔特和約，哈布斯堡同意了烏得勒支和約的條款。9月7日，神聖羅馬帝國整體與法國簽署了巴登和約。即使加泰隆尼亞和馬約卡島直到1715年6月才被波旁王朝統治，王位繼承戰爭結束。

## 後果

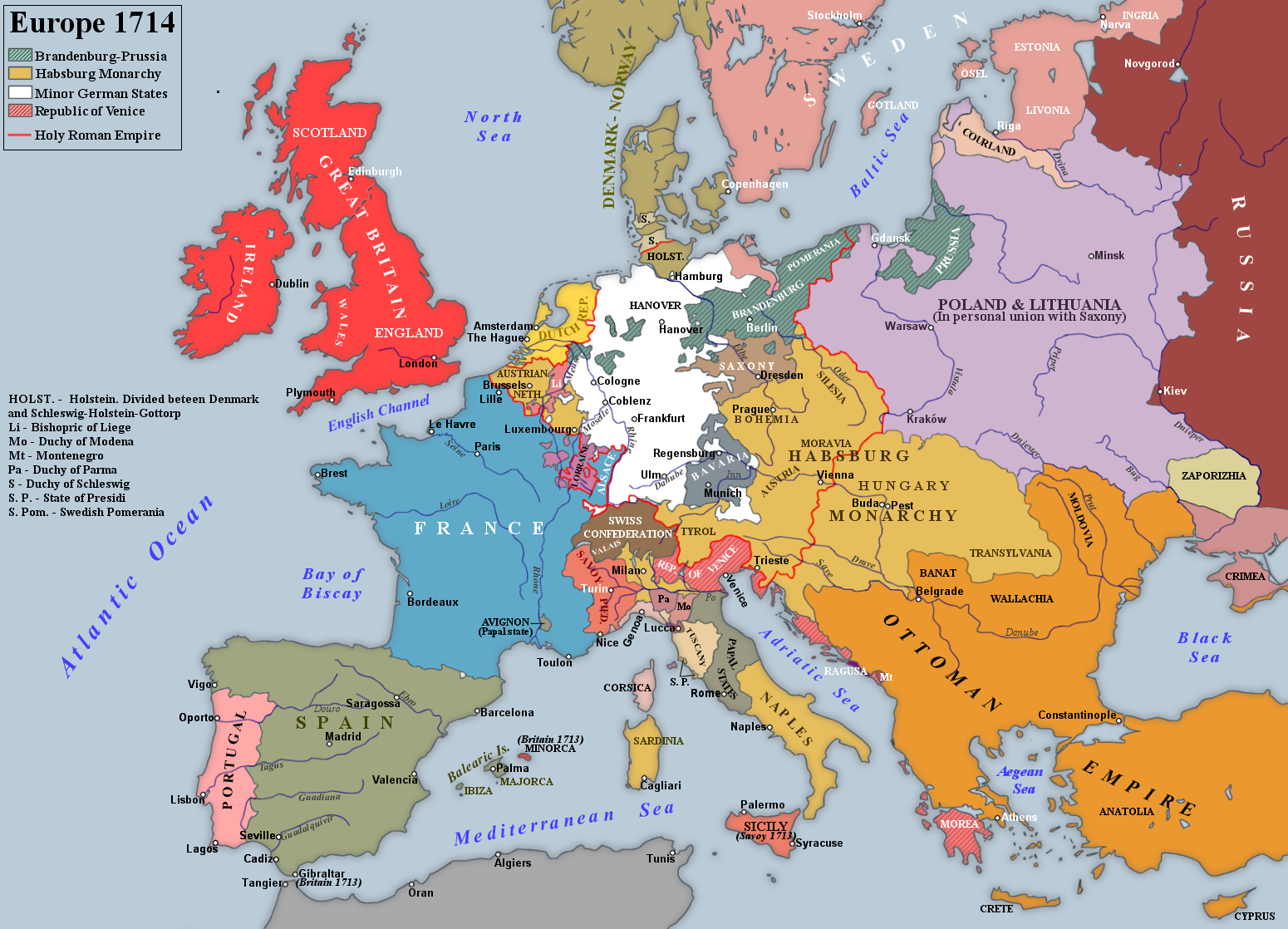
烏得勒支和約和拉什塔特和約後的西歐，1714年

烏得勒支和約第二條規定「由於西班牙王國和法蘭西王國合併會威脅整個歐洲的自由和安全，兩國絕對不能由同一個君主統治。」一些歷史學家認為這是現代民族國家演變的一個關鍵點；蘭德爾·勒薩弗認為此為集體安全概念誕生的重要里程碑。
英國通常被視為烏得勒支和約的主要受益者，這使得其崛起成為歐洲主要的商業大國。確立了英國對競爭對手的海軍優勢，以及獲得了直布羅陀和梅諾卡島的地中海港口和美洲殖民地的奴隶专营权。法國最終同意英國國王可為新教徒，漢諾威選帝侯乔治一世於1714年8月即位。同時雙方也在1716年締結了英法同盟，法國中止了對斯圖亞特王朝的支持。
法王路易十四於1715年9月1日去世，他5歲的曾孫路易十五成為新的法國國王；據稱，他在臨終前承認，他過於好戰和消耗國力。不管真假，雖然因法西聯軍的反擊，使得條約的條件遠好於1709年，但實在很難看出路易十四在這場戰爭中得到什麼。
自1666年以來，路易十四的戰略建立於法國遠強於所有對手的軍事和經濟上。但到了1714年，因爲陷入與龐大聯盟的交戰，法國雖仍是第一強國，但不再擁有連戰數國的優勢。出於對烏得勒支和約後英國貿易的擴張和競爭對手實力增長的擔憂，最終導致了法國參與了1740至1748年的奧地利王位繼承戰爭。 
费利佩五世被確立為西班牙國王，西班牙帝國保留了獨立和帝國的大部分地區，包括西屬美洲和菲律宾，但割讓了西屬尼德蘭、大部分的意大利地區、直布羅陀和梅諾卡島，這些地區對費利佩來說是個頗大的損失。那不勒斯王国和西西里王國被波旁聯軍於波兰王位继承战争收復，梅諾卡島於美國獨立戰爭被法西聯軍收復，但直布羅陀依然由英國控制。1707年，費利佩五世頒布新基本法令，旨在重組西班牙各地區的自治和的法律體系，透過該法令，費利佩五世廢除了西班牙的地區自治和加強了中央集權。儘管直到1767年加泰隆尼亞和馬略卡島仍不受中央直接控制，在波旁王朝統治時期該兩地區的經濟恢復得非常迅速。
儘管在西班牙以慘敗告終，但奧地利成功穩住了對意大利地區和匈牙利的統治，並獲得了絕大部分的西屬尼德蘭。即使花費了大量金錢於建立荷蘭人所要求的防線上，剩餘的收入依然足夠爲奧地利軍隊的擴張提供了資金。隨著在奧土戰爭的勝利，哈布斯堡王朝的戰略重心從德意志地區轉移至南歐。哈布斯堡君主國在神聖羅馬帝國主導地位受到巴伐利亚、漢諾威、普魯士和薩克森的挑戰，這些邦國變得更加獨立。1742年，巴伐利亞選侯卡爾·阿爾布雷希特成為300多年來首位非哈布斯堡王朝的帝國皇帝。
荷蘭共和國實際上在結束戰爭時已經破產，而花費大量資金建立的低地防線，在奧地利王位繼承戰爭中受到考驗時，卻在法軍的攻勢下顯得不堪一擊。戰爭對貿易和海軍的損害永久性的摧毀了他們的經濟，他們雖維持在遠東地區的地位，但其貿易強國和海軍大國的地位被英國取代。然而，荷蘭成功地捍衛了他們在南尼德蘭的地位，他們的軍隊在往後反對法國的同盟中處於核心地位，阻止了法國在歐洲的領土擴張，直到於1795年被新生的共和國徹底毀滅。
更廣泛的影響包括普魯士王國和萨伏依公国的崛起，而這場戰爭的許多參與者也參與了1700至1721年的大北方戰爭，俄羅斯在這場戰爭後首次成為歐洲的大國之一。最後，雖然英法兩國於北美戰場的交戰規模較小，但也成為了未來戰爭的關鍵因素。

## 人物关系
| \| \| \| \| \| \| \| \| \| \| \| \| \| \| \| \| \| \| \| \| \| 腓力三世 西班牙國王 1578–1621 \| 腓力三世 西班牙國王 1578–1621 \| 腓力三世 西班牙國王 1578–1621 \| 腓力三世 西班牙國王 1578–1621 \| 腓力三世 西班牙國王 1578–1621 \| 腓力三世 西班牙國王 1578–1621 \| \| \| 瑪格麗特 奧地利女大公 1584–1611 \| 瑪格麗特 奧地利女大公 1584–1611 \| 瑪格麗特 奧地利女大公 1584–1611 \| 瑪格麗特 奧地利女大公 1584–1611 \| 瑪格麗特 奧地利女大公 1584–1611 \| 瑪格麗特 奧地利女大公 1584–1611 \| \| \| \| \| \| \| \| \| \| \| \| \| \| \| \| \| \| \| \| \| \| \| \| \| \| \| \| \| \| \| \| \| \| \| \| \| \| \| \| \| \| \| \| \| \| 腓力三世 西班牙國王 1578–1621 \| 腓力三世 西班牙國王 1578–1621 \| 腓力三世 西班牙國王 1578–1621 \| 腓力三世 西班牙國王 1578–1621 \| 腓力三世 西班牙國王 1578–1621 \| 腓力三世 西班牙國王 1578–1621 \| \| \| 瑪格麗特 奧地利女大公 1584–1611 \| 瑪格麗特 奧地利女大公 1584–1611 \| 瑪格麗特 奧地利女大公 1584–1611 \| 瑪格麗特 奧地利女大公 1584–1611 \| 瑪格麗特 奧地利女大公 1584–1611 \| 瑪格麗特 奧地利女大公 1584–1611 \| \| \| \| \| \| \| \| \| \| \| \| \| \| \| \| \| \| \| \| \| \| \| \| \| \| \| \| \| \| \| \| \| \| \| \| \| \| \| \| \| \| \| \| \| \| \| \| \| \| \| \| \| \| \| \| \| \| \| \| \| \| \| \| \| \| \| \| \| \| \| \| \| \| \| \| \| \| \| \| \| \| \| \| \| \| \| \| \| \| \| \| \| \| \| \| \| \| \| \| \| \| \| \| \| \| \| \| \| \| \| \| \| \| \| \| \| \| \| \| \| \| \| \| \| \| \| \| \| \| \| \| \| \| \| \| \| \| \| \| \| \| \| \| \| \| \| \| \| \| \| \| \| \| \| \| \| \| \| \| \| \| \| \| \| \| \| \| \| \| \| \| \| \| \| \| 瑪麗亞·安娜 西班牙公主 1606–1646 \| 瑪麗亞·安娜 西班牙公主 1606–1646 \| 瑪麗亞·安娜 西班牙公主 1606–1646 \| 瑪麗亞·安娜 西班牙公主 1606–1646 \| 瑪麗亞·安娜 西班牙公主 1606–1646 \| 瑪麗亞·安娜 西班牙公主 1606–1646 \| \| \| 斐迪南三世 神聖羅馬皇帝 1608–1657 \| 斐迪南三世 神聖羅馬皇帝 1608–1657 \| 斐迪南三世 神聖羅馬皇帝 1608–1657 \| 斐迪南三世 神聖羅馬皇帝 1608–1657 \| 斐迪南三世 神聖羅馬皇帝 1608–1657 \| 斐迪南三世 神聖羅馬皇帝 1608–1657 \| \| \| \| \| \| \| \| \| \| \| \| \| \| \| \| \| \| \| \| \| \| \| \| \| \| \| \| \| \| \| \| \| \| \| \| \| \| \| \| \| \| \| \| \| \| 瑪麗亞·安娜 西班牙公主 1606–1646 \| 瑪麗亞·安娜 西班牙公主 1606–1646 \| 瑪麗亞·安娜 西班牙公主 1606–1646 \| 瑪麗亞·安娜 西班牙公主 1606–1646 \| 瑪麗亞·安娜 西班牙公主 1606–1646 \| 瑪麗亞·安娜 西班牙公主 1606–1646 \| \| \| 斐迪南三世 神聖羅馬皇帝 1608–1657 \| 斐迪南三世 神聖羅馬皇帝 1608–1657 \| 斐迪南三世 神聖羅馬皇帝 1608–1657 \| 斐迪南三世 神聖羅馬皇帝 1608–1657 \| 斐迪南三世 神聖羅馬皇帝 1608–1657 \| 斐迪南三世 神聖羅馬皇帝 1608–1657 \| \| \| \| \| \| \| \| \| \| \| \| \| \| \| \| \| \| \| \| \| \| \| \| \| \| \| \| \| \| \| \| \| \| \| \| \| \| \| \| \| \| \| \| \| \| \| \| \| \| \| \| \| \| \| \| \| \| \| \| \| \| \| \| \| \| \| \| \| \| \| \| \| \| \| \| \| \| \| \| \| \| \| \| \| \| \| \| \| \| \| \| \| \| \| \| \| \| \| \| \| \| \| \| \| \| \| \| \| \| \| \| \| \| \| \| \| \| \| \| \| \| \| \| \| \| \| \| \| \| \| \| 安妮 西班牙公主 1601–1666 \| 安妮 西班牙公主 1601–1666 \| 安妮 西班牙公主 1601–1666 \| 安妮 西班牙公主 1601–1666 \| 安妮 西班牙公主 1601–1666 \| 安妮 西班牙公主 1601–1666 \| \| \| 路易十三 法蘭西國王 1601–1643 \| 路易十三 法蘭西國王 1601–1643 \| 路易十三 法蘭西國王 1601–1643 \| 路易十三 法蘭西國王 1601–1643 \| 路易十三 法蘭西國王 1601–1643 \| 路易十三 法蘭西國王 1601–1643 \| \| \| 伊莉莎白 法蘭西公主 1602–1644 \| 伊莉莎白 法蘭西公主 1602–1644 \| 伊莉莎白 法蘭西公主 1602–1644 \| 伊莉莎白 法蘭西公主 1602–1644 \| 伊莉莎白 法蘭西公主 1602–1644 \| 伊莉莎白 法蘭西公主 1602–1644 \| \| \| 腓力四世 西班牙國王 1605–1665 \| 腓力四世 西班牙國王 1605–1665 \| 腓力四世 西班牙國王 1605–1665 \| 腓力四世 西班牙國王 1605–1665 \| 腓力四世 西班牙國王 1605–1665 \| 腓力四世 西班牙國王 1605–1665 \| \| \| 瑪麗亞納 奧地利女大公 1634–1696 \| 瑪麗亞納 奧地利女大公 1634–1696 \| 瑪麗亞納 奧地利女大公 1634–1696 \| 瑪麗亞納 奧地利女大公 1634–1696 \| 瑪麗亞納 奧地利女大公 1634–1696 \| 瑪麗亞納 奧地利女大公 1634–1696 \| \| \| \| \| \| \| \| \| \| \| \| \| \| \| \| \| \| \| \| \| \| 安妮 西班牙公主 1601–1666 \| 安妮 西班牙公主 1601–1666 \| 安妮 西班牙公主 1601–1666 \| 安妮 西班牙公主 1601–1666 \| 安妮 西班牙公主 1601–1666 \| 安妮 西班牙公主 1601–1666 \| \| \| 路易十三 法蘭西國王 1601–1643 \| 路易十三 法蘭西國王 1601–1643 \| 路易十三 法蘭西國王 1601–1643 \| 路易十三 法蘭西國王 1601–1643 \| 路易十三 法蘭西國王 1601–1643 \| 路易十三 法蘭西國王 1601–1643 \| \| \| 伊莉莎白 法蘭西公主 1602–1644 \| 伊莉莎白 法蘭西公主 1602–1644 \| 伊莉莎白 法蘭西公主 1602–1644 \| 伊莉莎白 法蘭西公主 1602–1644 \| 伊莉莎白 法蘭西公主 1602–1644 \| 伊莉莎白 法蘭西公主 1602–1644 \| \| \| 腓力四世 西班牙國王 1605–1665 \| 腓力四世 西班牙國王 1605–1665 \| 腓力四世 西班牙國王 1605–1665 \| 腓力四世 西班牙國王 1605–1665 \| 腓力四世 西班牙國王 1605–1665 \| 腓力四世 西班牙國王 1605–1665 \| \| \| 瑪麗亞納 奧地利女大公 1634–1696 \| 瑪麗亞納 奧地利女大公 1634–1696 \| 瑪麗亞納 奧地利女大公 1634–1696 \| 瑪麗亞納 奧地利女大公 1634–1696 \| 瑪麗亞納 奧地利女大公 1634–1696 \| 瑪麗亞納 奧地利女大公 1634–1696 \| \| \| \| \| \| \| \| \| \| \| \| \| \| \| \| \| \| \| \| \| \| \| \| \| \| \| \| \| \| \| \| \| \| \| \| \| \| \| \| \| \| \| \| \| \| \| \| \| \| \| \| \| \| \| \| \| \| \| \| \| \| \| \| \| \| \| \| \| \| \| \| \| \| \| \| \| \| \| \| \| \| \| \| \| \| \| \| \| \| \| \| \| \| \| \| \| \| \| \| \| \| \| \| \| \| \| \| \| \| \| \| \| \| \| \| \| \| \| \| \| \| \| \| \| \| \| \| \| \| \| \| \| \| \| \| \| \| \| \| \| \| \| \| 路易十四 法蘭西國王 1638–1715 \| 路易十四 法蘭西國王 1638–1715 \| 路易十四 法蘭西國王 1638–1715 \| 路易十四 法蘭西國王 1638–1715 \| 路易十四 法蘭西國王 1638–1715 \| 路易十四 法蘭西國王 1638–1715 \| \| \| \| \| \| \| \| \| \| \| 玛丽·泰蕾莎 西班牙公主 1638–1683 \| 玛丽·泰蕾莎 西班牙公主 1638–1683 \| 玛丽·泰蕾莎 西班牙公主 1638–1683 \| 玛丽·泰蕾莎 西班牙公主 1638–1683 \| 玛丽·泰蕾莎 西班牙公主 1638–1683 \| 玛丽·泰蕾莎 西班牙公主 1638–1683 \| \| \| 卡洛斯二世 西班牙國王 1661–1700 \| 卡洛斯二世 西班牙國王 1661–1700 \| 卡洛斯二世 西班牙國王 1661–1700 \| 卡洛斯二世 西班牙國王 1661–1700 \| 卡洛斯二世 西班牙國王 1661–1700 \| 卡洛斯二世 西班牙國王 1661–1700 \| \| \| 瑪加麗塔·特蕾莎 西班牙公主 1651–1673 \| 瑪加麗塔·特蕾莎 西班牙公主 1651–1673 \| 瑪加麗塔·特蕾莎 西班牙公主 1651–1673 \| 瑪加麗塔·特蕾莎 西班牙公主 1651–1673 \| 瑪加麗塔·特蕾莎 西班牙公主 1651–1673 \| 瑪加麗塔·特蕾莎 西班牙公主 1651–1673 \| \| \| 利奧波德一世 神聖羅馬皇帝 1640–1705 \| 利奧波德一世 神聖羅馬皇帝 1640–1705 \| 利奧波德一世 神聖羅馬皇帝 1640–1705 \| 利奧波德一世 神聖羅馬皇帝 1640–1705 \| 利奧波德一世 神聖羅馬皇帝 1640–1705 \| 利奧波德一世 神聖羅馬皇帝 1640–1705 \| \| \| 普法爾茨-諾伊堡的 艾蕾諾爾·瑪格達琳 1655–1720 \| 普法爾茨-諾伊堡的 艾蕾諾爾·瑪格達琳 1655–1720 \| 普法爾茨-諾伊堡的 艾蕾諾爾·瑪格達琳 1655–1720 \| 普法爾茨-諾伊堡的 艾蕾諾爾·瑪格達琳 1655–1720 \| 普法爾茨-諾伊堡的 艾蕾諾爾·瑪格達琳 1655–1720 \| 普法爾茨-諾伊堡的 艾蕾諾爾·瑪格達琳 1655–1720 \| \| \| \| \| \| 路易十四 法蘭西國王 1638–1715 \| 路易十四 法蘭西國王 1638–1715 \| 路易十四 法蘭西國王 1638–1715 \| 路易十四 法蘭西國王 1638–1715 \| 路易十四 法蘭西國王 1638–1715 \| 路易十四 法蘭西國王 1638–1715 \| \| \| \| \| \| \| \| \| \| \| 玛丽·泰蕾莎 西班牙公主 1638–1683 \| 玛丽·泰蕾莎 西班牙公主 1638–1683 \| 玛丽·泰蕾莎 西班牙公主 1638–1683 \| 玛丽·泰蕾莎 西班牙公主 1638–1683 \| 玛丽·泰蕾莎 西班牙公主 1638–1683 \| 玛丽·泰蕾莎 西班牙公主 1638–1683 \| \| \| 卡洛斯二世 西班牙國王 1661–1700 \| 卡洛斯二世 西班牙國王 1661–1700 \| 卡洛斯二世 西班牙國王 1661–1700 \| 卡洛斯二世 西班牙國王 1661–1700 \| 卡洛斯二世 西班牙國王 1661–1700 \| 卡洛斯二世 西班牙國王 1661–1700 \| \| \| 瑪加麗塔·特蕾莎 西班牙公主 1651–1673 \| 瑪加麗塔·特蕾莎 西班牙公主 1651–1673 \| 瑪加麗塔·特蕾莎 西班牙公主 1651–1673 \| 瑪加麗塔·特蕾莎 西班牙公主 1651–1673 \| 瑪加麗塔·特蕾莎 西班牙公主 1651–1673 \| 瑪加麗塔·特蕾莎 西班牙公主 1651–1673 \| \| \| 利奧波德一世 神聖羅馬皇帝 1640–1705 \| 利奧波德一世 神聖羅馬皇帝 1640–1705 \| 利奧波德一世 神聖羅馬皇帝 1640–1705 \| 利奧波德一世 神聖羅馬皇帝 1640–1705 \| 利奧波德一世 神聖羅馬皇帝 1640–1705 \| 利奧波德一世 神聖羅馬皇帝 1640–1705 \| \| \| 普法爾茨-諾伊堡的 艾蕾諾爾·瑪格達琳 1655–1720 \| 普法爾茨-諾伊堡的 艾蕾諾爾·瑪格達琳 1655–1720 \| 普法爾茨-諾伊堡的 艾蕾諾爾·瑪格達琳 1655–1720 \| 普法爾茨-諾伊堡的 艾蕾諾爾·瑪格達琳 1655–1720 \| 普法爾茨-諾伊堡的 艾蕾諾爾·瑪格達琳 1655–1720 \| 普法爾茨-諾伊堡的 艾蕾諾爾·瑪格達琳 1655–1720 \| \| \| \| \| \| \| \| \| \| \| \| \| \| \| \| \| \| \| \| \| \| \| \| \| \| \| \| \| \| \| \| \| \| \| \| \| \| \| \| \| \| \| \| \| \| \| \| \| \| \| \| \| \| \| \| \| \| \| \| \| \| \| \| \| \| \| \| \| \| \| \| \| \| \| \| \| \| \| \| \| \| \| \| \| \| \| \| \| \| \| \| \| \| \| \| \| \| \| \| \| \| \| \| \| \| \| \| \| \| \| \| \| \| \| \| \| \| \| \| \| \| \| \| \| \| \| \| \| \| \| \| \| \| \| \| \| \| \| \| \| \| \| \| \| \| \| \| \| \| \| \| \| \| \| \| \| \| \| \| \| \| \| \| \| \| \| \| \| \| \| \| \| \| \| \| \| \| \| \| \| \| \| \| \| \| \| \| \| \| \| 路易 法國王太子 1661–1711 \| 路易 法國王太子 1661–1711 \| 路易 法國王太子 1661–1711 \| 路易 法國王太子 1661–1711 \| 路易 法國王太子 1661–1711 \| 路易 法國王太子 1661–1711 \| \| \| \| \| \| \| 巴伐利亞的瑪麗亞· 安娜·維多利亞 1660–1690 \| 巴伐利亞的瑪麗亞· 安娜·維多利亞 1660–1690 \| 巴伐利亞的瑪麗亞· 安娜·維多利亞 1660–1690 \| 巴伐利亞的瑪麗亞· 安娜·維多利亞 1660–1690 \| 巴伐利亞的瑪麗亞· 安娜·維多利亞 1660–1690 \| 巴伐利亞的瑪麗亞· 安娜·維多利亞 1660–1690 \| \| \| 馬克西米利安二世 巴伐利亞選侯 1666–1726 \| 馬克西米利安二世 巴伐利亞選侯 1666–1726 \| 馬克西米利安二世 巴伐利亞選侯 1666–1726 \| 馬克西米利安二世 巴伐利亞選侯 1666–1726 \| 馬克西米利安二世 巴伐利亞選侯 1666–1726 \| 馬克西米利安二世 巴伐利亞選侯 1666–1726 \| \| \| 瑪麗亞·安東妮亞 奧地利女大公 1669–1692 \| 瑪麗亞·安東妮亞 奧地利女大公 1669–1692 \| 瑪麗亞·安東妮亞 奧地利女大公 1669–1692 \| 瑪麗亞·安東妮亞 奧地利女大公 1669–1692 \| 瑪麗亞·安東妮亞 奧地利女大公 1669–1692 \| 瑪麗亞·安東妮亞 奧地利女大公 1669–1692 \| \| \| 查理六世 神聖羅馬皇帝 1685–1740 \| 查理六世 神聖羅馬皇帝 1685–1740 \| 查理六世 神聖羅馬皇帝 1685–1740 \| 查理六世 神聖羅馬皇帝 1685–1740 \| 查理六世 神聖羅馬皇帝 1685–1740 \| 查理六世 神聖羅馬皇帝 1685–1740 \| \| \| \| \| \| \| \| \| \| \| \| \| \| \| \| \| \| 路易 法國王太子 1661–1711 \| 路易 法國王太子 1661–1711 \| 路易 法國王太子 1661–1711 \| 路易 法國王太子 1661–1711 \| 路易 法國王太子 1661–1711 \| 路易 法國王太子 1661–1711 \| \| \| \| \| \| \| 巴伐利亞的瑪麗亞· 安娜·維多利亞 1660–1690 \| 巴伐利亞的瑪麗亞· 安娜·維多利亞 1660–1690 \| 巴伐利亞的瑪麗亞· 安娜·維多利亞 1660–1690 \| 巴伐利亞的瑪麗亞· 安娜·維多利亞 1660–1690 \| 巴伐利亞的瑪麗亞· 安娜·維多利亞 1660–1690 \| 巴伐利亞的瑪麗亞· 安娜·維多利亞 1660–1690 \| \| \| 馬克西米利安二世 巴伐利亞選侯 1666–1726 \| 馬克西米利安二世 巴伐利亞選侯 1666–1726 \| 馬克西米利安二世 巴伐利亞選侯 1666–1726 \| 馬克西米利安二世 巴伐利亞選侯 1666–1726 \| 馬克西米利安二世 巴伐利亞選侯 1666–1726 \| 馬克西米利安二世 巴伐利亞選侯 1666–1726 \| \| \| 瑪麗亞·安東妮亞 奧地利女大公 1669–1692 \| 瑪麗亞·安東妮亞 奧地利女大公 1669–1692 \| 瑪麗亞·安東妮亞 奧地利女大公 1669–1692 \| 瑪麗亞·安東妮亞 奧地利女大公 1669–1692 \| 瑪麗亞·安東妮亞 奧地利女大公 1669–1692 \| 瑪麗亞·安東妮亞 奧地利女大公 1669–1692 \| \| \| 查理六世 神聖羅馬皇帝 1685–1740 \| 查理六世 神聖羅馬皇帝 1685–1740 \| 查理六世 神聖羅馬皇帝 1685–1740 \| 查理六世 神聖羅馬皇帝 1685–1740 \| 查理六世 神聖羅馬皇帝 1685–1740 \| 查理六世 神聖羅馬皇帝 1685–1740 \| \| \| \| \| \| \| \| \| \| \| \| \| \| \| \| \| \| \| \| \| \| \| \| \| \| \| \| \| \| \| \| \| \| \| \| \| \| \| \| \| \| \| \| \| \| \| \| \| \| \| \| \| \| \| \| \| \| \| \| \| \| \| \| \| \| \| \| \| \| \| \| \| \| \| \| \| \| \| \| \| \| \| \| \| \| \| \| \| \| \| \| \| \| \| \| \| \| \| \| \| \| \| \| \| \| \| \| \| \| \| \| \| \| \| \| \| \| \| \| \| \| \| \| \| \| \| \| 路易 法國王太子 1682–1712 \| 路易 法國王太子 1682–1712 \| 路易 法國王太子 1682–1712 \| 路易 法國王太子 1682–1712 \| 路易 法國王太子 1682–1712 \| 路易 法國王太子 1682–1712 \| \| \| 腓力五世 西班牙國王 1683–1746 \| 腓力五世 西班牙國王 1683–1746 \| 腓力五世 西班牙國王 1683–1746 \| 腓力五世 西班牙國王 1683–1746 \| 腓力五世 西班牙國王 1683–1746 \| 腓力五世 西班牙國王 1683–1746 \| \| \| 夏爾 貝里公爵 1686–1714 \| 夏爾 貝里公爵 1686–1714 \| 夏爾 貝里公爵 1686–1714 \| 夏爾 貝里公爵 1686–1714 \| 夏爾 貝里公爵 1686–1714 \| 夏爾 貝里公爵 1686–1714 \| \| \| \| \| \| \| \| \| \| \| 巴伐利亞的 約瑟夫·斐迪南 1692–1699 \| 巴伐利亞的 約瑟夫·斐迪南 1692–1699 \| 巴伐利亞的 約瑟夫·斐迪南 1692–1699 \| 巴伐利亞的 約瑟夫·斐迪南 1692–1699 \| 巴伐利亞的 約瑟夫·斐迪南 1692–1699 \| 巴伐利亞的 約瑟夫·斐迪南 1692–1699 \| \| \| \| \| \| \| \| \| \| \| \| \| \| \| \| \| |                           |                           |                           |                               |                               |                               |                               |                               |                               |                               |                               |                               |                               |                               |                               |                               |                               |                               |                               |                                  |                                  |                                  |                                  |                                           |                                           |                                           |                                           |                                           |                                           |                                 |                                 |                                         |                                         |                                         |                                         |                                         |                                         |                                      |                                      |                                        |                                        |                                        |                                        |                                        |                                        |                                     |                                     |                                     |                                     |                                 |                                 |                                               |                                               |                                               |                                               |                                               |                                               |
| |                           |                           |                           |                               |                               |                               |                               |                               |                               |                               |                               |                               |                               |                               |                               |                               |                               |                               |                               | 腓力三世 西班牙國王 1578–1621    | 腓力三世 西班牙國王 1578–1621    | 腓力三世 西班牙國王 1578–1621    | 腓力三世 西班牙國王 1578–1621    | 腓力三世 西班牙國王 1578–1621             | 腓力三世 西班牙國王 1578–1621             |                                           |                                           | 瑪格麗特 奧地利女大公 1584–1611           | 瑪格麗特 奧地利女大公 1584–1611           | 瑪格麗特 奧地利女大公 1584–1611 | 瑪格麗特 奧地利女大公 1584–1611 | 瑪格麗特 奧地利女大公 1584–1611         | 瑪格麗特 奧地利女大公 1584–1611         |                                         |                                         |                                         |                                         |                                      |                                      |                                        |                                        |                                        |                                        |                                        |                                        |                                     |                                     |                                     |                                     |                                 |                                 |                                               |                                               |                                               |                                               |                                               |                                               |
| |                           |                           |                           |                               |                               |                               |                               |                               |                               |                               |                               |                               |                               |                               |                               |                               |                               |                               |                               | 腓力三世 西班牙國王 1578–1621    | 腓力三世 西班牙國王 1578–1621    | 腓力三世 西班牙國王 1578–1621    | 腓力三世 西班牙國王 1578–1621    | 腓力三世 西班牙國王 1578–1621             | 腓力三世 西班牙國王 1578–1621             |                                           |                                           | 瑪格麗特 奧地利女大公 1584–1611           | 瑪格麗特 奧地利女大公 1584–1611           | 瑪格麗特 奧地利女大公 1584–1611 | 瑪格麗特 奧地利女大公 1584–1611 | 瑪格麗特 奧地利女大公 1584–1611         | 瑪格麗特 奧地利女大公 1584–1611         |                                         |                                         |                                         |                                         |                                      |                                      |                                        |                                        |                                        |                                        |                                        |                                        |                                     |                                     |                                     |                                     |                                 |                                 |                                               |                                               |                                               |                                               |                                               |                                               |
| |                           |                           |                           |                               |                               |                               |                               |                               |                               |                               |                               |                               |                               |                               |                               |                               |                               |                               |                               |                                  |                                  |                                  |                                  |                                           |                                           |                                           |                                           |                                           |                                           |                                 |                                 |                                         |                                         |                                         |                                         |                                         |                                         |                                      |                                      |                                        |                                        |                                        |                                        |                                        |                                        |                                     |                                     |                                     |                                     |                                 |                                 |                                               |                                               |                                               |                                               |                                               |                                               |
| |                           |                           |                           |                               |                               |                               |                               |                               |                               |                               |                               |                               |                               |                               |                               |                               |                               |                               |                               |                                  |                                  |                                  |                                  |                                           |                                           |                                           |                                           |                                           |                                           |                                 |                                 |                                         |                                         |                                         |                                         |                                         |                                         |                                      |                                      |                                        |                                        |                                        |                                        |                                        |                                        |                                     |                                     |                                     |                                     |                                 |                                 |                                               |                                               |                                               |                                               |                                               |                                               |
| |                           |                           |                           |                               |                               |                               |                               |                               |                               |                               |                               |                               |                               |                               |                               |                               |                               |                               |                               |                                  |                                  |                                  |                                  |                                           |                                           |                                           |                                           |                                           |                                           |                                 |                                 | 瑪麗亞·安娜 西班牙公主 1606–1646        | 瑪麗亞·安娜 西班牙公主 1606–1646        | 瑪麗亞·安娜 西班牙公主 1606–1646        | 瑪麗亞·安娜 西班牙公主 1606–1646        | 瑪麗亞·安娜 西班牙公主 1606–1646        | 瑪麗亞·安娜 西班牙公主 1606–1646        |                                      |                                      | 斐迪南三世 神聖羅馬皇帝 1608–1657      | 斐迪南三世 神聖羅馬皇帝 1608–1657      | 斐迪南三世 神聖羅馬皇帝 1608–1657      | 斐迪南三世 神聖羅馬皇帝 1608–1657      | 斐迪南三世 神聖羅馬皇帝 1608–1657      | 斐迪南三世 神聖羅馬皇帝 1608–1657      |                                     |                                     |                                     |                                     |                                 |                                 |                                               |                                               |                                               |                                               |                                               |                                               |
| |                           |                           |                           |                               |                               |                               |                               |                               |                               |                               |                               |                               |                               |                               |                               |                               |                               |                               |                               |                                  |                                  |                                  |                                  |                                           |                                           |                                           |                                           |                                           |                                           |                                 |                                 | 瑪麗亞·安娜 西班牙公主 1606–1646        | 瑪麗亞·安娜 西班牙公主 1606–1646        | 瑪麗亞·安娜 西班牙公主 1606–1646        | 瑪麗亞·安娜 西班牙公主 1606–1646        | 瑪麗亞·安娜 西班牙公主 1606–1646        | 瑪麗亞·安娜 西班牙公主 1606–1646        |                                      |                                      | 斐迪南三世 神聖羅馬皇帝 1608–1657      | 斐迪南三世 神聖羅馬皇帝 1608–1657      | 斐迪南三世 神聖羅馬皇帝 1608–1657      | 斐迪南三世 神聖羅馬皇帝 1608–1657      | 斐迪南三世 神聖羅馬皇帝 1608–1657      | 斐迪南三世 神聖羅馬皇帝 1608–1657      |                                     |                                     |                                     |                                     |                                 |                                 |                                               |                                               |                                               |                                               |                                               |                                               |
| |                           |                           |                           |                               |                               |                               |                               |                               |                               |                               |                               |                               |                               |                               |                               |                               |                               |                               |                               |                                  |                                  |                                  |                                  |                                           |                                           |                                           |                                           |                                           |                                           |                                 |                                 |                                         |                                         |                                         |                                         |                                         |                                         |                                      |                                      |                                        |                                        |                                        |                                        |                                        |                                        |                                     |                                     |                                     |                                     |                                 |                                 |                                               |                                               |                                               |                                               |                                               |                                               |
| |                           |                           |                           |                               |                               |                               |                               |                               |                               |                               |                               |                               |                               |                               |                               |                               |                               |                               |                               |                                  |                                  |                                  |                                  |                                           |                                           |                                           |                                           |                                           |                                           |                                 |                                 |                                         |                                         |                                         |                                         |                                         |                                         |                                      |                                      |                                        |                                        |                                        |                                        |                                        |                                        |                                     |                                     |                                     |                                     |                                 |                                 |                                               |                                               |                                               |                                               |                                               |                                               |
| 安妮 西班牙公主 1601–1666 | 安妮 西班牙公主 1601–1666 | 安妮 西班牙公主 1601–1666 | 安妮 西班牙公主 1601–1666 | 安妮 西班牙公主 1601–1666     | 安妮 西班牙公主 1601–1666     |                               |                               | 路易十三 法蘭西國王 1601–1643 | 路易十三 法蘭西國王 1601–1643 | 路易十三 法蘭西國王 1601–1643 | 路易十三 法蘭西國王 1601–1643 | 路易十三 法蘭西國王 1601–1643 | 路易十三 法蘭西國王 1601–1643 |                               |                               | 伊莉莎白 法蘭西公主 1602–1644 | 伊莉莎白 法蘭西公主 1602–1644 | 伊莉莎白 法蘭西公主 1602–1644 | 伊莉莎白 法蘭西公主 1602–1644 | 伊莉莎白 法蘭西公主 1602–1644    | 伊莉莎白 法蘭西公主 1602–1644    |                                  |                                  | 腓力四世 西班牙國王 1605–1665             | 腓力四世 西班牙國王 1605–1665             | 腓力四世 西班牙國王 1605–1665             | 腓力四世 西班牙國王 1605–1665             | 腓力四世 西班牙國王 1605–1665             | 腓力四世 西班牙國王 1605–1665             |                                 |                                 | 瑪麗亞納 奧地利女大公 1634–1696         | 瑪麗亞納 奧地利女大公 1634–1696         | 瑪麗亞納 奧地利女大公 1634–1696         | 瑪麗亞納 奧地利女大公 1634–1696         | 瑪麗亞納 奧地利女大公 1634–1696         | 瑪麗亞納 奧地利女大公 1634–1696         |                                      |                                      |                                        |                                        |                                        |                                        |                                        |                                        |                                     |                                     |                                     |                                     |                                 |                                 |                                               |                                               |                                               |                                               |                                               |                                               |
| 安妮 西班牙公主 1601–1666 | 安妮 西班牙公主 1601–1666 | 安妮 西班牙公主 1601–1666 | 安妮 西班牙公主 1601–1666 | 安妮 西班牙公主 1601–1666     | 安妮 西班牙公主 1601–1666     |                               |                               | 路易十三 法蘭西國王 1601–1643 | 路易十三 法蘭西國王 1601–1643 | 路易十三 法蘭西國王 1601–1643 | 路易十三 法蘭西國王 1601–1643 | 路易十三 法蘭西國王 1601–1643 | 路易十三 法蘭西國王 1601–1643 |                               |                               | 伊莉莎白 法蘭西公主 1602–1644 | 伊莉莎白 法蘭西公主 1602–1644 | 伊莉莎白 法蘭西公主 1602–1644 | 伊莉莎白 法蘭西公主 1602–1644 | 伊莉莎白 法蘭西公主 1602–1644    | 伊莉莎白 法蘭西公主 1602–1644    |                                  |                                  | 腓力四世 西班牙國王 1605–1665             | 腓力四世 西班牙國王 1605–1665             | 腓力四世 西班牙國王 1605–1665             | 腓力四世 西班牙國王 1605–1665             | 腓力四世 西班牙國王 1605–1665             | 腓力四世 西班牙國王 1605–1665             |                                 |                                 | 瑪麗亞納 奧地利女大公 1634–1696         | 瑪麗亞納 奧地利女大公 1634–1696         | 瑪麗亞納 奧地利女大公 1634–1696         | 瑪麗亞納 奧地利女大公 1634–1696         | 瑪麗亞納 奧地利女大公 1634–1696         | 瑪麗亞納 奧地利女大公 1634–1696         |                                      |                                      |                                        |                                        |                                        |                                        |                                        |                                        |                                     |                                     |                                     |                                     |                                 |                                 |                                               |                                               |                                               |                                               |                                               |                                               |
| |                           |                           |                           |                               |                               |                               |                               |                               |                               |                               |                               |                               |                               |                               |                               |                               |                               |                               |                               |                                  |                                  |                                  |                                  |                                           |                                           |                                           |                                           |                                           |                                           |                                 |                                 |                                         |                                         |                                         |                                         |                                         |                                         |                                      |                                      |                                        |                                        |                                        |                                        |                                        |                                        |                                     |                                     |                                     |                                     |                                 |                                 |                                               |                                               |                                               |                                               |                                               |                                               |
| |                           |                           |                           |                               |                               |                               |                               |                               |                               |                               |                               |                               |                               |                               |                               |                               |                               |                               |                               |                                  |                                  |                                  |                                  |                                           |                                           |                                           |                                           |                                           |                                           |                                 |                                 |                                         |                                         |                                         |                                         |                                         |                                         |                                      |                                      |                                        |                                        |                                        |                                        |                                        |                                        |                                     |                                     |                                     |                                     |                                 |                                 |                                               |                                               |                                               |                                               |                                               |                                               |
| |                           |                           |                           | 路易十四 法蘭西國王 1638–1715 | 路易十四 法蘭西國王 1638–1715 | 路易十四 法蘭西國王 1638–1715 | 路易十四 法蘭西國王 1638–1715 | 路易十四 法蘭西國王 1638–1715 | 路易十四 法蘭西國王 1638–1715 |                               |                               |                               |                               |                               |                               |                               |                               |                               |                               | 玛丽·泰蕾莎 西班牙公主 1638–1683 | 玛丽·泰蕾莎 西班牙公主 1638–1683 | 玛丽·泰蕾莎 西班牙公主 1638–1683 | 玛丽·泰蕾莎 西班牙公主 1638–1683 | 玛丽·泰蕾莎 西班牙公主 1638–1683          | 玛丽·泰蕾莎 西班牙公主 1638–1683          |                                           |                                           | 卡洛斯二世 西班牙國王 1661–1700           | 卡洛斯二世 西班牙國王 1661–1700           | 卡洛斯二世 西班牙國王 1661–1700 | 卡洛斯二世 西班牙國王 1661–1700 | 卡洛斯二世 西班牙國王 1661–1700         | 卡洛斯二世 西班牙國王 1661–1700         |                                         |                                         | 瑪加麗塔·特蕾莎 西班牙公主 1651–1673    | 瑪加麗塔·特蕾莎 西班牙公主 1651–1673    | 瑪加麗塔·特蕾莎 西班牙公主 1651–1673 | 瑪加麗塔·特蕾莎 西班牙公主 1651–1673 | 瑪加麗塔·特蕾莎 西班牙公主 1651–1673   | 瑪加麗塔·特蕾莎 西班牙公主 1651–1673   |                                        |                                        | 利奧波德一世 神聖羅馬皇帝 1640–1705    | 利奧波德一世 神聖羅馬皇帝 1640–1705    | 利奧波德一世 神聖羅馬皇帝 1640–1705 | 利奧波德一世 神聖羅馬皇帝 1640–1705 | 利奧波德一世 神聖羅馬皇帝 1640–1705 | 利奧波德一世 神聖羅馬皇帝 1640–1705 |                                 |                                 | 普法爾茨-諾伊堡的 艾蕾諾爾·瑪格達琳 1655–1720 | 普法爾茨-諾伊堡的 艾蕾諾爾·瑪格達琳 1655–1720 | 普法爾茨-諾伊堡的 艾蕾諾爾·瑪格達琳 1655–1720 | 普法爾茨-諾伊堡的 艾蕾諾爾·瑪格達琳 1655–1720 | 普法爾茨-諾伊堡的 艾蕾諾爾·瑪格達琳 1655–1720 | 普法爾茨-諾伊堡的 艾蕾諾爾·瑪格達琳 1655–1720 |
| |                           |                           |                           | 路易十四 法蘭西國王 1638–1715 | 路易十四 法蘭西國王 1638–1715 | 路易十四 法蘭西國王 1638–1715 | 路易十四 法蘭西國王 1638–1715 | 路易十四 法蘭西國王 1638–1715 | 路易十四 法蘭西國王 1638–1715 |                               |                               |                               |                               |                               |                               |                               |                               |                               |                               | 玛丽·泰蕾莎 西班牙公主 1638–1683 | 玛丽·泰蕾莎 西班牙公主 1638–1683 | 玛丽·泰蕾莎 西班牙公主 1638–1683 | 玛丽·泰蕾莎 西班牙公主 1638–1683 | 玛丽·泰蕾莎 西班牙公主 1638–1683          | 玛丽·泰蕾莎 西班牙公主 1638–1683          |                                           |                                           | 卡洛斯二世 西班牙國王 1661–1700           | 卡洛斯二世 西班牙國王 1661–1700           | 卡洛斯二世 西班牙國王 1661–1700 | 卡洛斯二世 西班牙國王 1661–1700 | 卡洛斯二世 西班牙國王 1661–1700         | 卡洛斯二世 西班牙國王 1661–1700         |                                         |                                         | 瑪加麗塔·特蕾莎 西班牙公主 1651–1673    | 瑪加麗塔·特蕾莎 西班牙公主 1651–1673    | 瑪加麗塔·特蕾莎 西班牙公主 1651–1673 | 瑪加麗塔·特蕾莎 西班牙公主 1651–1673 | 瑪加麗塔·特蕾莎 西班牙公主 1651–1673   | 瑪加麗塔·特蕾莎 西班牙公主 1651–1673   |                                        |                                        | 利奧波德一世 神聖羅馬皇帝 1640–1705    | 利奧波德一世 神聖羅馬皇帝 1640–1705    | 利奧波德一世 神聖羅馬皇帝 1640–1705 | 利奧波德一世 神聖羅馬皇帝 1640–1705 | 利奧波德一世 神聖羅馬皇帝 1640–1705 | 利奧波德一世 神聖羅馬皇帝 1640–1705 |                                 |                                 | 普法爾茨-諾伊堡的 艾蕾諾爾·瑪格達琳 1655–1720 | 普法爾茨-諾伊堡的 艾蕾諾爾·瑪格達琳 1655–1720 | 普法爾茨-諾伊堡的 艾蕾諾爾·瑪格達琳 1655–1720 | 普法爾茨-諾伊堡的 艾蕾諾爾·瑪格達琳 1655–1720 | 普法爾茨-諾伊堡的 艾蕾諾爾·瑪格達琳 1655–1720 | 普法爾茨-諾伊堡的 艾蕾諾爾·瑪格達琳 1655–1720 |
| |                           |                           |                           |                               |                               |                               |                               |                               |                               |                               |                               |                               |                               |                               |                               |                               |                               |                               |                               |                                  |                                  |                                  |                                  |                                           |                                           |                                           |                                           |                                           |                                           |                                 |                                 |                                         |                                         |                                         |                                         |                                         |                                         |                                      |                                      |                                        |                                        |                                        |                                        |                                        |                                        |                                     |                                     |                                     |                                     |                                 |                                 |                                               |                                               |                                               |                                               |                                               |                                               |
| |                           |                           |                           |                               |                               |                               |                               |                               |                               |                               |                               |                               |                               |                               |                               |                               |                               |                               |                               |                                  |                                  |                                  |                                  |                                           |                                           |                                           |                                           |                                           |                                           |                                 |                                 |                                         |                                         |                                         |                                         |                                         |                                         |                                      |                                      |                                        |                                        |                                        |                                        |                                        |                                        |                                     |                                     |                                     |                                     |                                 |                                 |                                               |                                               |                                               |                                               |                                               |                                               |
| |                           |                           |                           |                               |                               |                               |                               |                               |                               |                               |                               |                               |                               |                               |                               |                               |                               |                               |                               |                                  |                                  |                                  |                                  |                                           |                                           |                                           |                                           |                                           |                                           |                                 |                                 |                                         |                                         |                                         |                                         |                                         |                                         |                                      |                                      |                                        |                                        |                                        |                                        |                                        |                                        |                                     |                                     |                                     |                                     |                                 |                                 |                                               |                                               |                                               |                                               |                                               |                                               |
| |                           |                           |                           |                               |                               |                               |                               |                               |                               |                               |                               | 路易 法國王太子 1661–1711     | 路易 法國王太子 1661–1711     | 路易 法國王太子 1661–1711     | 路易 法國王太子 1661–1711     | 路易 法國王太子 1661–1711     | 路易 法國王太子 1661–1711     |                               |                               |                                  |                                  |                                  |                                  | 巴伐利亞的瑪麗亞· 安娜·維多利亞 1660–1690 | 巴伐利亞的瑪麗亞· 安娜·維多利亞 1660–1690 | 巴伐利亞的瑪麗亞· 安娜·維多利亞 1660–1690 | 巴伐利亞的瑪麗亞· 安娜·維多利亞 1660–1690 | 巴伐利亞的瑪麗亞· 安娜·維多利亞 1660–1690 | 巴伐利亞的瑪麗亞· 安娜·維多利亞 1660–1690 |                                 |                                 | 馬克西米利安二世 巴伐利亞選侯 1666–1726 | 馬克西米利安二世 巴伐利亞選侯 1666–1726 | 馬克西米利安二世 巴伐利亞選侯 1666–1726 | 馬克西米利安二世 巴伐利亞選侯 1666–1726 | 馬克西米利安二世 巴伐利亞選侯 1666–1726 | 馬克西米利安二世 巴伐利亞選侯 1666–1726 |                                      |                                      | 瑪麗亞·安東妮亞 奧地利女大公 1669–1692 | 瑪麗亞·安東妮亞 奧地利女大公 1669–1692 | 瑪麗亞·安東妮亞 奧地利女大公 1669–1692 | 瑪麗亞·安東妮亞 奧地利女大公 1669–1692 | 瑪麗亞·安東妮亞 奧地利女大公 1669–1692 | 瑪麗亞·安東妮亞 奧地利女大公 1669–1692 |                                     |                                     | 查理六世 神聖羅馬皇帝 1685–1740     | 查理六世 神聖羅馬皇帝 1685–1740     | 查理六世 神聖羅馬皇帝 1685–1740 | 查理六世 神聖羅馬皇帝 1685–1740 | 查理六世 神聖羅馬皇帝 1685–1740               | 查理六世 神聖羅馬皇帝 1685–1740               |                                               |                                               |                                               |                                               |
| |                           |                           |                           |                               |                               |                               |                               |                               |                               |                               |                               | 路易 法國王太子 1661–1711     | 路易 法國王太子 1661–1711     | 路易 法國王太子 1661–1711     | 路易 法國王太子 1661–1711     | 路易 法國王太子 1661–1711     | 路易 法國王太子 1661–1711     |                               |                               |                                  |                                  |                                  |                                  | 巴伐利亞的瑪麗亞· 安娜·維多利亞 1660–1690 | 巴伐利亞的瑪麗亞· 安娜·維多利亞 1660–1690 | 巴伐利亞的瑪麗亞· 安娜·維多利亞 1660–1690 | 巴伐利亞的瑪麗亞· 安娜·維多利亞 1660–1690 | 巴伐利亞的瑪麗亞· 安娜·維多利亞 1660–1690 | 巴伐利亞的瑪麗亞· 安娜·維多利亞 1660–1690 |                                 |                                 | 馬克西米利安二世 巴伐利亞選侯 1666–1726 | 馬克西米利安二世 巴伐利亞選侯 1666–1726 | 馬克西米利安二世 巴伐利亞選侯 1666–1726 | 馬克西米利安二世 巴伐利亞選侯 1666–1726 | 馬克西米利安二世 巴伐利亞選侯 1666–1726 | 馬克西米利安二世 巴伐利亞選侯 1666–1726 |                                      |                                      | 瑪麗亞·安東妮亞 奧地利女大公 1669–1692 | 瑪麗亞·安東妮亞 奧地利女大公 1669–1692 | 瑪麗亞·安東妮亞 奧地利女大公 1669–1692 | 瑪麗亞·安東妮亞 奧地利女大公 1669–1692 | 瑪麗亞·安東妮亞 奧地利女大公 1669–1692 | 瑪麗亞·安東妮亞 奧地利女大公 1669–1692 |                                     |                                     | 查理六世 神聖羅馬皇帝 1685–1740     | 查理六世 神聖羅馬皇帝 1685–1740     | 查理六世 神聖羅馬皇帝 1685–1740 | 查理六世 神聖羅馬皇帝 1685–1740 | 查理六世 神聖羅馬皇帝 1685–1740               | 查理六世 神聖羅馬皇帝 1685–1740               |                                               |                                               |                                               |                                               |
| |                           |                           |                           |                               |                               |                               |                               |                               |                               |                               |                               |                               |                               |                               |                               |                               |                               |                               |                               |                                  |                                  |                                  |                                  |                                           |                                           |                                           |                                           |                                           |                                           |                                 |                                 |                                         |                                         |                                         |                                         |                                         |                                         |                                      |                                      |                                        |                                        |                                        |                                        |                                        |                                        |                                     |                                     |                                     |                                     |                                 |                                 |                                               |                                               |                                               |                                               |                                               |                                               |
| |                           |                           |                           |                               |                               |                               |                               |                               |                               |                               |                               |                               |                               |                               |                               |                               |                               |                               |                               |                                  |                                  |                                  |                                  |                                           |                                           |                                           |                                           |                                           |                                           |                                 |                                 |                                         |                                         |                                         |                                         |                                         |                                         |                                      |                                      |                                        |                                        |                                        |                                        |                                        |                                        |                                     |                                     |                                     |                                     |                                 |                                 |                                               |                                               |                                               |                                               |                                               |                                               |
| |                           |                           |                           | 路易 法國王太子 1682–1712     | 路易 法國王太子 1682–1712     | 路易 法國王太子 1682–1712     | 路易 法國王太子 1682–1712     | 路易 法國王太子 1682–1712     | 路易 法國王太子 1682–1712     |                               |                               | 腓力五世 西班牙國王 1683–1746 | 腓力五世 西班牙國王 1683–1746 | 腓力五世 西班牙國王 1683–1746 | 腓力五世 西班牙國王 1683–1746 | 腓力五世 西班牙國王 1683–1746 | 腓力五世 西班牙國王 1683–1746 |                               |                               | 夏爾 貝里公爵 1686–1714          | 夏爾 貝里公爵 1686–1714          | 夏爾 貝里公爵 1686–1714          | 夏爾 貝里公爵 1686–1714          | 夏爾 貝里公爵 1686–1714                   | 夏爾 貝里公爵 1686–1714                   |                                           |                                           |                                           |                                           |                                 |                                 |                                         |                                         |                                         |                                         | 巴伐利亞的 約瑟夫·斐迪南 1692–1699      | 巴伐利亞的 約瑟夫·斐迪南 1692–1699      | 巴伐利亞的 約瑟夫·斐迪南 1692–1699   | 巴伐利亞的 約瑟夫·斐迪南 1692–1699   | 巴伐利亞的 約瑟夫·斐迪南 1692–1699     | 巴伐利亞的 約瑟夫·斐迪南 1692–1699     |                                        |                                        |                                        |                                        |                                     |                                     |                                     |                                     |                                 |                                 |                                               |                                               |                                               |                                               |                                               |                                               |

## 註腳
1. ↑  1707年合并法案将英格蘭和苏格兰联合，组成大不列颠王國。在战争的大部分时间里，苏格兰军队由荷蘭支持，并作为荷蘭军队的一部分进行作战。
2. ↑  Wilson 2016，第461頁.
3. ↑  Wilson 2016，第460頁.
4. ↑  Rasler 1994，第129頁.
5. ↑  Glete 2001，第156頁.
6. ↑  Craig 1964，第7頁.
7. ↑  Wijn 1956，第509頁.
8. ↑  Dwyer 2014，第14頁.
9. ↑  Lynn 1994，第894頁.
10. ↑  Vault 1845，第454頁.
11. ↑  本土20,000人、低地35,000人、義大利15,000人，但這是理想數字，現實肯定更低。Vault,98頁
12. ↑  哈布斯堡君主國和其他邦國各半。Clodfelter,74頁
13. 1 2  Clodfelter 2008，第74頁.
14. ↑  Hochedlinger 2003，第171頁.
15. ↑  Ward, William. . ISBN 978-1174382055.
16. ↑  Storrs 2006，第6–7頁.
17. ↑  Falkner 2015，第508–510頁.
18. ↑  Gregg 1980，第126頁.
19. ↑  Somerset 2012，第166頁.
20. ↑  Falkner 2015，第96頁.
21. ↑  Thompson 1973，第158–160頁.
22. ↑  Israel 1989，第197–199頁.
23. ↑  Somerset 2012，第167頁.
24. ↑  Wolf 1968，第514頁.
25. ↑  Dhondt 2015，第16–17頁.
26. ↑  Lynn 1999，第270–271頁.
27. ↑  Lynn 1999，第276–277頁.
28. ↑  Falkner 2015，第1302頁.
29. ↑  Sundstrom 1992，第196頁.
30. ↑  Symcox 1985，第155頁.
31. ↑  Lynn 1999，第275頁.
32. ↑  Lynn 1999，第280–281頁.
33. ↑  Lynn 1999，第286–294頁.
34. ↑  Lynn 1999，第298–299頁.
35. ↑  Holmes 2008，第347–349頁.
36. ↑  Lynn 1999，第320–323頁.
37. 1 2  Atkinson 1944，第233–233頁.
38. ↑  Francis 1965，第71–93頁.
39. ↑  Lynn 1999，第296頁.
40. ↑  Lynn 1999，第302頁.
41. ↑  Phillips, Paul Chrisler; Smurr, J.W.  2. Norman, Oklahoma: University of Oklahoma Press. 1961: 20  [2022-05-18]. （原始内容存档于2022-06-12）.
42. ↑  Nicholson 1955，第124–125頁.
43. ↑  Ingrao 1979，第165-78,197頁.
44. ↑  Pitt，第446-51頁.
45. ↑  Burton 1968，第142頁.
46. ↑  Wolf 1968，第559頁.
47. ↑  Ward & Leathes 1912，第422–423頁.
48. ↑  Kamen 2001，第70–72頁.
49. ↑  Ward & Leathes 1912，第424頁.
50. ↑  Lynn 1999，第328頁.
51. ↑  Lynn 1999，第330頁.
52. ↑  Holmes 2008，第417-418頁.
53. ↑  Holmes 2008，第422頁.
54. ↑  Lynn 1999，第331頁.
55. ↑  Holmes 2008，第423頁.
56. ↑  Anquetil 1819，第241頁.
57. ↑  Mawdsley p.32
58. ↑  Gregg 1980，第289頁.
59. ↑  Ingrao 1979，第204-208頁.
60. ↑  Veenendaal 1950，第439,456頁.
61. ↑  Lynn 1999，第336-337頁.
62. ↑  Wolf 1968，第596-573頁.
63. ↑  Hugill 1991，第301-318頁.
64. ↑  Ingrao 1979，第211-212頁.
65. ↑  Lynn 1999，第339-340頁.
66. ↑  Frey (1995)，第61-62頁.
67. ↑  Kamen 2001，第101頁.
68. ↑  Bromley 1970，第459–460頁.
69. ↑  Elliott 2014，第63頁.
70. ↑  Somerset 2012，第470頁.
71. ↑  Hattendorf 1991，第375-379頁.
72. ↑  Hill 1988，第182-185頁.
73. ↑  Clodfelter 2017，第70頁.
74. ↑  McKay 1977，第139-141頁.
75. ↑  Lynn 1999，第351-354頁.
76. ↑  Francis 1975，第349-350頁.
77. ↑  Lynn 1999，第354-355, 361-362頁.
78. ↑  Somerset 2012，第494–495頁.
79. 1 2  Voltaire 1751，第302頁.
80. ↑  Frey 1995，第374–375頁.
81. ↑  Lesaffer 2014.
82. ↑  Pincus 2012，第7–8頁.
83. ↑  Szechi 1994，第93–95頁.
84. ↑  Colville 1935，第149頁.
85. 1 2  Lynn 1999，第361–362頁.
86. ↑  Vives 1969，第591頁.
87. ↑  Fernández-Xesta y Vázquez 2012，第244頁.
88. ↑  Falkner 2015，第4173–4181頁.
89. ↑  Lindsay 1957，第420頁.
90. ↑  Kubben 2011，第148頁.
91. ↑  Elliott 2014，第8頁.

## 外部連結
- La Batalla de Almansa y más artículos sobre la Guerra de Sucesión.（西班牙文）